# فهرست گونه‌های ماهیان آکواریومی دریایی

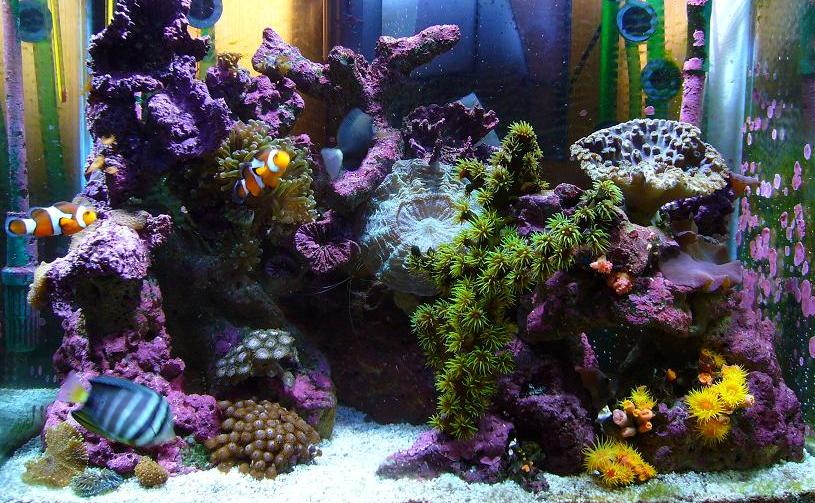
دو عدد دلقک ماهی و دو ماهی جراح در یک آکواریوم صخره ای

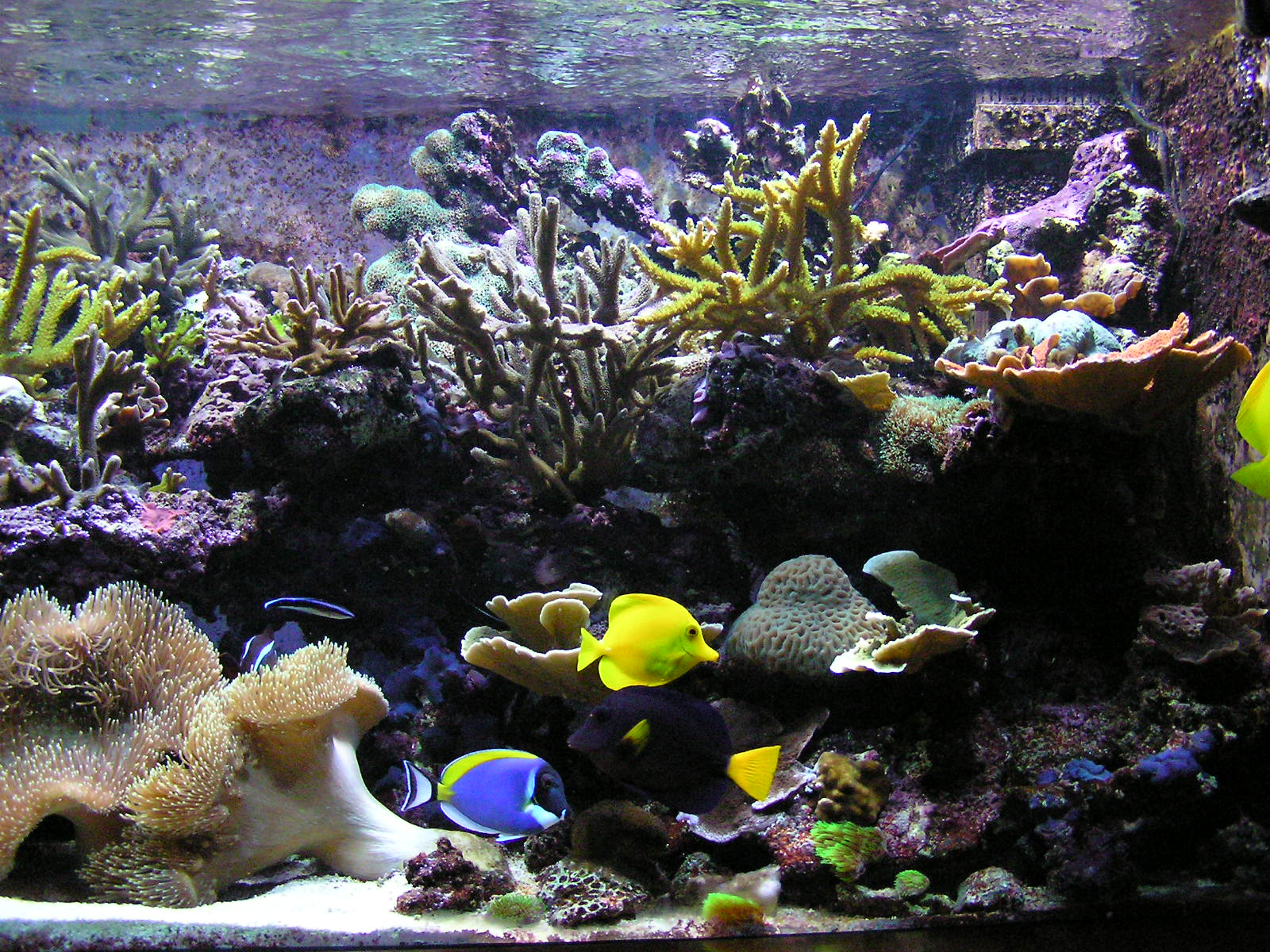
یک آکواریوم مرجانی که چند گونه جراح ماهی را به نمایش می‌گذارد

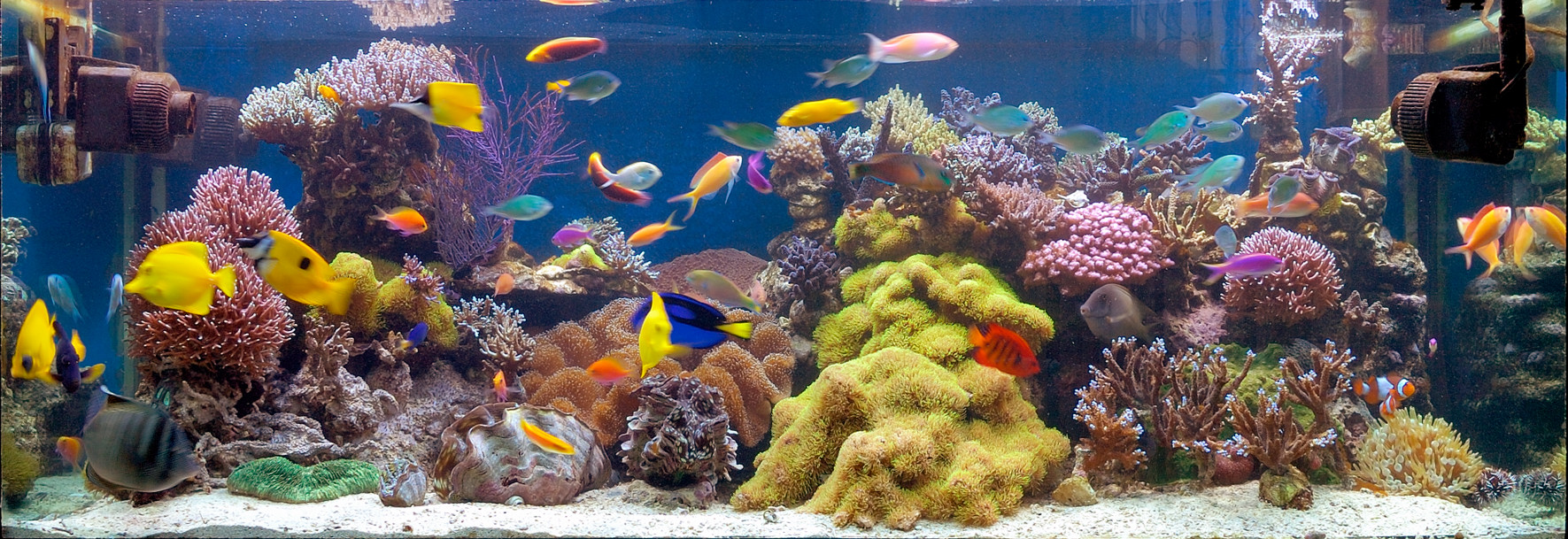
ماهی‌های متنوعی در آکواریوم مرجانیمنجمله دامسل، کرومیس، آنتیاس، تانگ، راس، پروانه ماهی، دلقک ماهی، فرشته ماهی کوتوله و چند گونه دیگر.

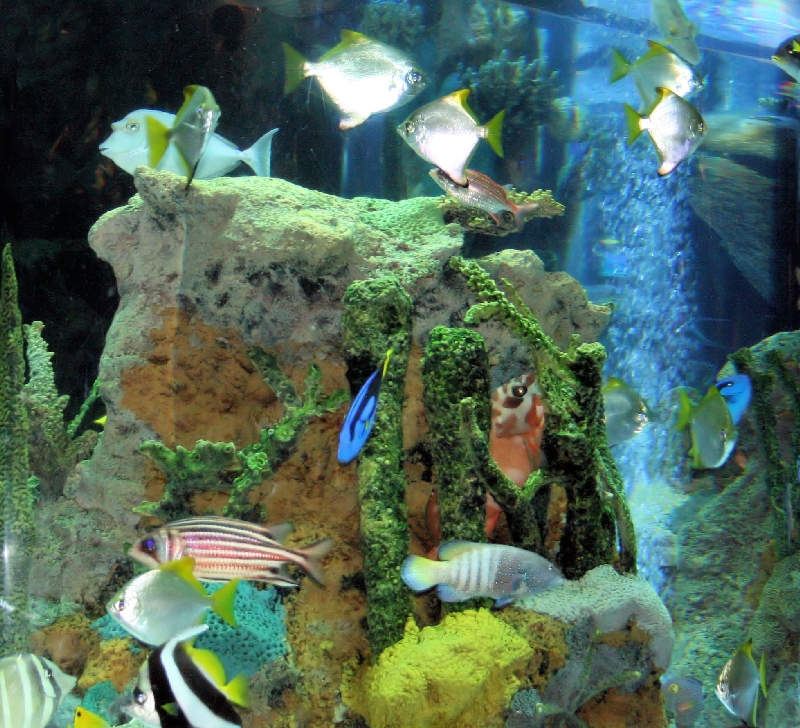
ماهی‌های متعددی مانند جراح ماهی، سنجاب ماهی، پروانه ماهی، خرگوش ماهی، هامور، یک گله آنجل مونو و گونه‌های دیگر در یک آکواریوم آبشور

این فهرست که شامل انواع گونه‌های ماهی‌های آکواریومی آب شور (دریایی) که معمولاً در تجارت آکواریوم و ماهی‌های زینتی موجود است، فهرست کاملی نیست. برخی از نمونه‌های کمیاب ممکن است به صورت تجاری در دسترس باشند اما در فهرست ذکر نشده‌اند. در این لیست توضیح مختصری در مورد هر گونه با پیوندی به صفحه اختصاصی آن گونه جهت دسترسی به منابع با مراجع و اطلاعات بیشتر ارائه شده‌است.

## فرشته ماهی (بزرگ)

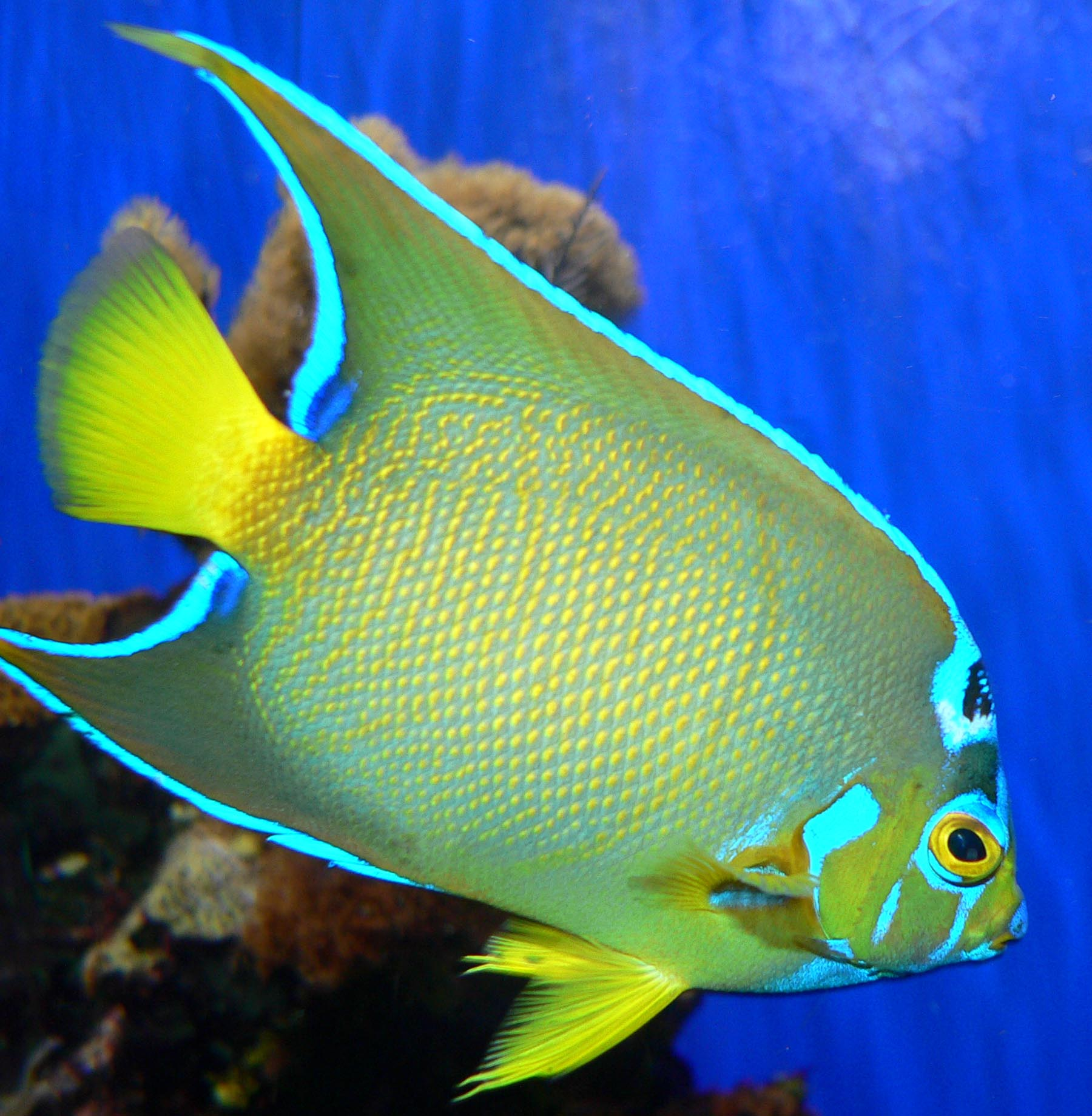
فرشته ماهی شهبانو

این فرشته ماهی‌های بزرگ گونه‌های بسیار مقاومی بشمار می‌روند، اما بزرگی جثه آنها ممکن است چالش و مشکل بزرگی در نگهداری از این گونه‌ها باشد. برای نگهداری آنها نیاز به آکواریوم‌های بزرگی با ظرفیت حداقل ۷۰۰ لیتر (۱۸۰ گالن) است. نگهداری دو فرشته ماهی در یک آکواریوم امکان‌پذیر است به شرطی که آکواریوم بزرگی باشد، چنانچه آنها در سن جوانی به آکواریوم منتقل شوند به خوبی می‌توانند با محیط سازگار شوند و رنگ و شکل بدن آنها بسیار متفاوت باشد. با این حال، از آنجایی که همه فرشته ماهی‌ها اساساً رژیم غذایی یکسانی دارند، نگهداری آنها در یک آکواریوم شاهکاری است که فقط از عهده آکواریوم داران با تجربه برمی آید. بیشتر آنها فقط از مرجان‌ها تغذیه نمی‌کنند و حتماً باید مقدار زیادی مواد گیاهی در رژیم غذایی خود داشته باشند. آنها در هنگام رسیدن به بلوغ دستخوش تغییرات عمده ای در رنگ می‌شوند.

## فرشته ماهی دارف (کوتوله)

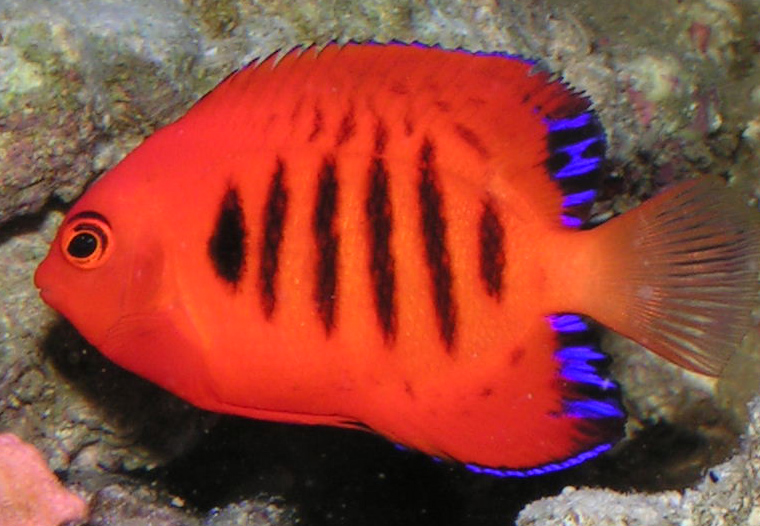
فرشته ماهی شعله ای

اگرچه فرشته‌ماهی‌های کوتوله نسبت به همتایان بزرگ‌تر خود کوچک‌تر و به‌طور کلی قابل کنترل‌تر هستند، اما باز نیازهای مراقبتی خاصی دارند. آنها همه چیزخوار هستند، اما باید مقدار زیادی از مواد گیاهی، ترجیحاً به شکل جلبک‌های دریایی بزرگ، برای لذت چرای آنها تأمین و در دسترسشان گذاشته شود. آنها برای آکواریوم‌های مرجانی بسیار مناسب به شدت محبوب هستند، گونه هایی که با موفقیت در آکواریوم‌های مرجانی نگهداری شده‌اند شامل گونه‌های زیبای فرشته ماهی دلقک و فرشته ماهی شعله هستند. با این حال، به دلایل واضح و متعددی نباید آنها را در آکواریوم‌هایی با جلبک‌های دریایی تزئینی گران‌قیمت بصورت یکجا قرار داد.

## آنتیاس‌ها

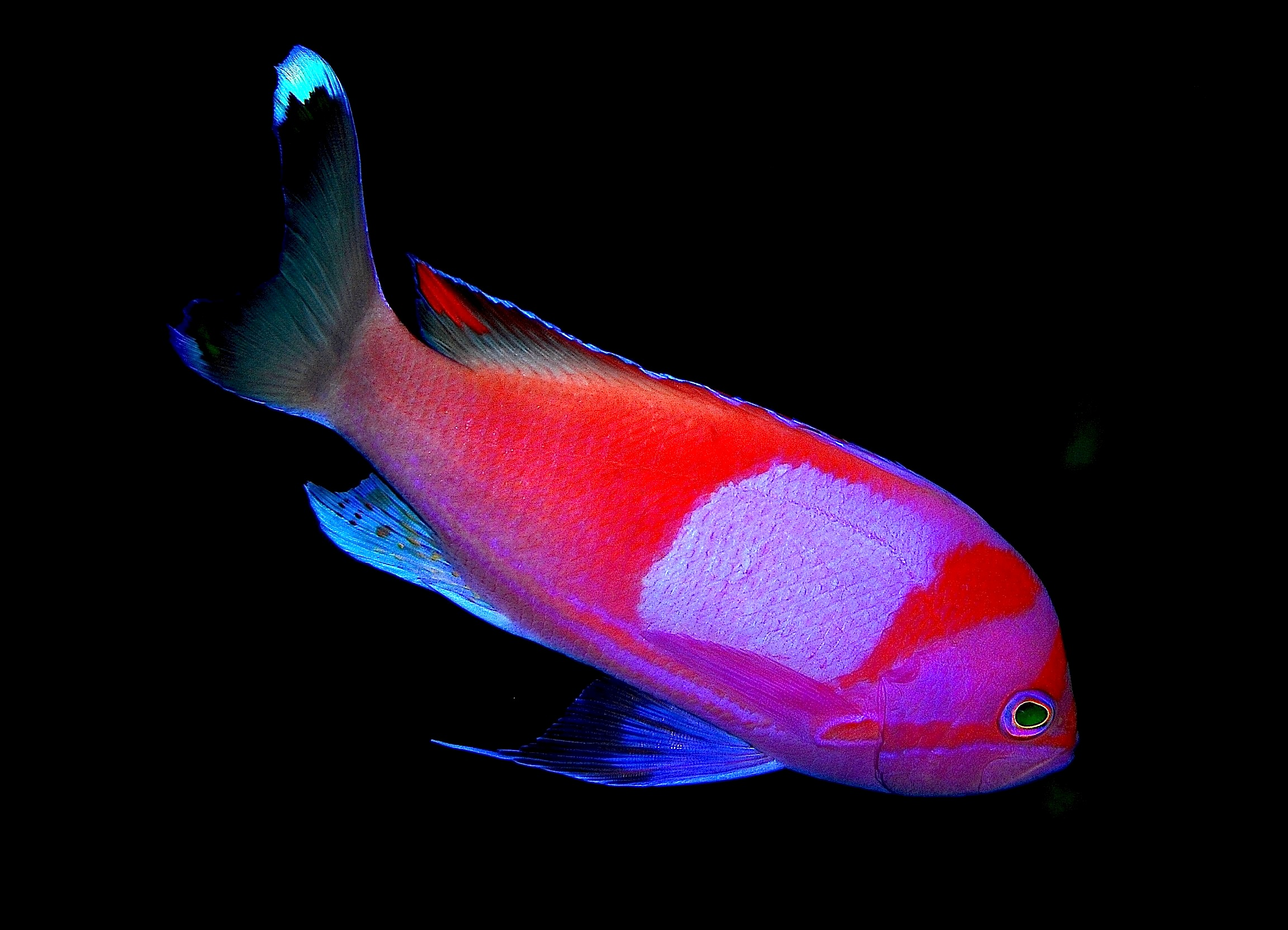
آنتیاس گوژپشت

اگرچه آنتیاس‌ها از نظر شکل و اندازه شبیه به ماده‌های جوان هستند، اما هرگز نباید این دو را با هم اشتباه گرفت. آنتیاس‌ها (که با عنوان «باسلت‌های پری» نیز شناخته می‌شود) سختگیر هستند و بسیاری از آنها در اسارت از گرسنگی می‌میرند. در طبیعت، آنها از زئوپلانکتون‌ها تغذیه می‌کنند و علاقمند به خوردن هیچ چیز دیگری در آکواریوم نیستند. بعلاوه به آنها باید تقریباً به‌طور مداوم و حداقل روزی سه بار در طول روز روز غذا داده شود. بهترین راه برای اطمینان از سلامت و طول عمر یک آنتیاس این است که یک رفیوژیوم به دیواره داخلی آکواریوم بچسبانید تا بتوانید در آن پاروپایان کوچک را در مخزن سامپ آن پرورش داد. برخلاف بسیاری از موجودات آکواریوم آب شور، آنها را می‌توان به صورت گروهی نگهداری کرد.
| نام متداول              | تصویر | طبقه‌بندی                  | مناسب آکواریوم مرجانی | شرح | حداکثر اندازه          |
| ----------------------- | ----- | ------------------------- | --------------------- | --- | ---------------------- |
| آنتیاس جواهر            |       | آنتیاس جواهر              | بله                   | پشت و صورت زرد روشن، قسمت زیرین صورتی با باله دم چلچله ای شکل.                                                 | ۹ سانتیمتر (۳٫۵ اینچ)  |
| آنتیاس دو رنگ           |       | سودانتیا دو رنگ           | بله                   | شکل و رنگی مشابه آنتیاس بارتلت دارد، اما پشت گردتری دارد.                                                      | ۱۳ سانتیمتر (۵٫۱ اینچ) |
| آنتیاس کوپر             |       | آنتیاس کوپری              | بله                   | پشت و باله نارنجی با لکه سفید در زیر دهان که به سمت باله مقعدی با طرفین صورتی می‌رود.                           | ۱۴ سانتیمتر (۵٫۵ اینچ) |
| آنتیاس دیادم            |       | Pseudanthias parvirostris | بله                   | ماهی صورتی با رگه زرد در بالای سر که در امتداد خط جانبی قرار دارد. باله دمی قرمز با نوک زرد است.               | ۷ سانتیمتر (۲٫۸ اینچ)  |
| آنتیاس سر پرتقال        |       | Pseudanthias heemstrai    | بله                   | زیرین صورتی با پشت و ماسک نارنجی، لکه قرمز تیره روی باله دمی، همراه با باله‌های مقعدی و لگنی آبی رنگین کمانی.   | ۱۳ سانتیمتر (۵٫۱ اینچ) |
| ردبار آنتیاس            |       | Pseudanthias rubrizonatus | بله                   | صورتی مایل به برنزه با یک نوار قرمز عمودی و یک باله پشتی که پوست بین پرتوها مانند شیرماهی به عقب کشیده شده‌است. | ۱۲ سانتیمتر (۴٫۷ اینچ) |
| آنتیاس لیریتیل، سی گلدی |       | آنتیاس دو چنگی            | بلی                   | ماده‌ها نارنجی با باله دمی لیری شکل هستند. نرها فوشیا هستند با علائم قرمز روی باله‌ها                            | ۱۵ سانتیمتر (۵٫۹ اینچ) |
| آنتیاس چهارگوش          |       | آنتیاس گوژپشت             | بله                   | پشت قرمز و زیرین صورتی با علامت مربع شکل آبی متمایز و باله‌های آبی.                                             | ۲۰ سانتیمتر (۷٫۹ اینچ) |
| آنتیاس تنومند           |       | Pseudanthias hypselosoma  | بله                   | پشت نارنجی با زیرین کرم رنگ. همان‌طور که از نام آن پیداست، اندکی تنومندتر از سایر آنتیاها است.                  | ۱۹ سانتیمتر (۷٫۵ اینچ) |
| آنتیاس نخی              |       | Pseudanthias huchtii      | بله                   | سبز زیتونی با باله دمی سیاه و نوار قرمز که از چشم تا باله سینه ای کشیده شده‌است.                                | ۱۲ سانتیمتر (۴٫۷ اینچ) |

## خارماهی‌ها و هامورها

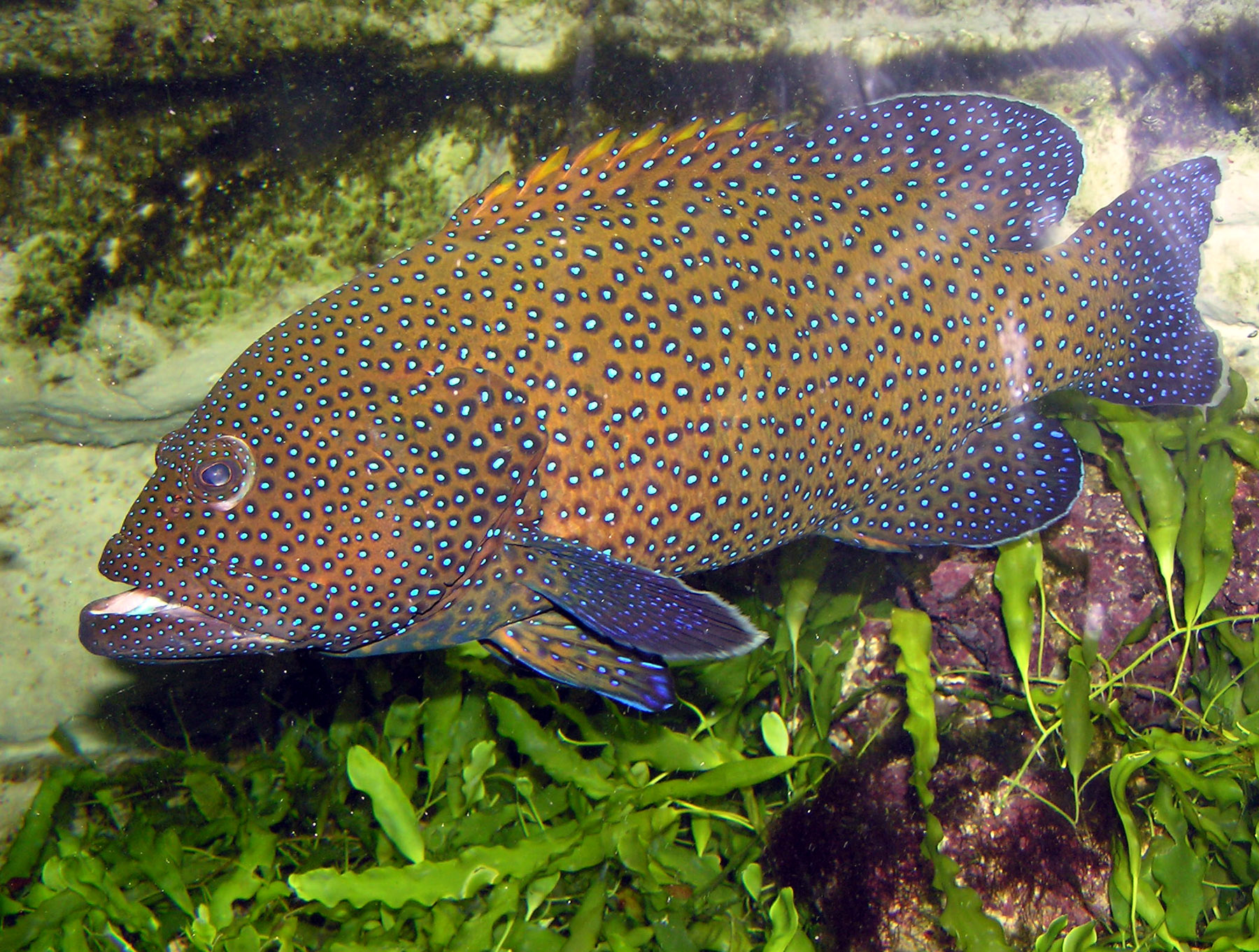
هامور نقطه آبی

در این گروه بسیار بزرگ از ماهی‌ها، به دلایل مختلفی از جمله رژیم غذایی، عادات رفتاری و اندازه، تعداد کمی از آنها برای نگهداری در آکواریوم مناسب می‌باشند. انواع خارماهی‌ها یا همان باس‌ها (Bass) از گونه ای به گونه دیگر بسیار متفاوت است. قبل از خرید از این دو خانواده حتماً باید تحقیقات مناسبی انجام شود. بسیاری از علاقه‌مندان به این ماهی‌ها، بدون تحقیق و مطالعه نمونه‌های کوچک و بامزه‌ای از این ماهی‌های آکواریومی محبوب مانند هامور لیری را به خانه می‌آورند، اما بعد از چند ماه بعد متوجه می‌شوند که امکانات و منابع لازم برای مراقبت از یک ماهی یک متری که ممکن است در ماه صدها هزار تومان برای تغذیه آن هزینه شود، را ندارند.

## بسلت‌ها و پری ماهی‌ها

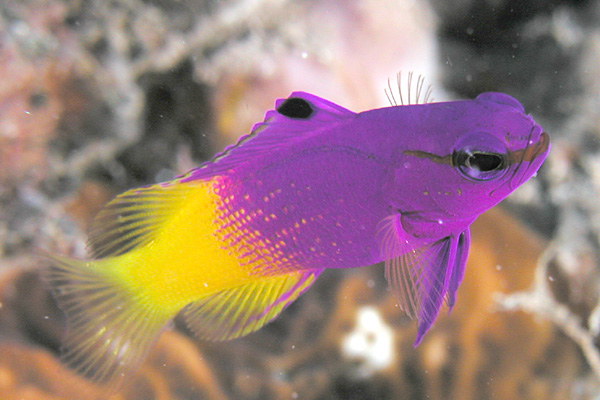
پری ماهی سلطنتی

بسلت‌ها و پری ماهی‌ها، ماهی‌های کوچک و درازی هستند که به شدت شبیه آنتیاس‌ها هستند. با این حال، نیازهای مراقبتی آنها به نیازهای بجه ماهی‌ها نزدیکتر است. آنها باید به صورت جداگانه و به‌طور کلی جدا از ماهی‌های دیگر با شکل و رنگ مشابه نگهداری شوند. تغذیه آنها آسان است. آنها به‌طور کلی هر گونه غذای گوشتی را می‌خورند. کیفیت آب باید همیشه خوب و یکدست حفظ شود.
| نام متداول         | تصویر | طبقه‌بندی            | مناسب آکواریوم مرجانی | شرح | حداکثر اندازه         |
| ------------------ | ----- | ------------------- | --------------------- | --- | --------------------- |
| پری ماهی کلاه مشکی |       | پری ماهی کلاه مشکی  | بله                   | بنفش با ماسک سیاه که از دهان شروع می‌شود و به پایه باله پشتی ختم می‌شود. | ۶ سانتیمتر (۲٫۴ اینچ) |
| اسسور آبی          |       | ارزیاب macneilli    | آره                   | کاملاً آبی سرمه ای با لبه‌های سفید باله پشتی. | ۷ سانتیمتر (۲٫۸ اینچ) |
| پری ماهی سلطنتی    |       | پری ماهی سلطنتی     | آره                   | سر و قسمت قدامی بنفش است که به‌طور ناگهانی در نیمی از بدن به زرد تبدیل می‌شود. دارای علامت سیاهی از طریق چشم و دیگری در باله پشتی. با پری ماهی برزیلی یا دوتی بک دورنگ اشتباه نگیرید. | ۵ سانتیمتر (۲٫۰ اینچ) |
| پری ماهی برزیلی    |       | Gramma brasiliensis | آره                   | بسیار شبیه به پری ماهی سلطنتی است، با این حال تغییر از بنفش به زرد بیشتر در بدن رخ می‌دهد و علائم سیاه وجود ندارد.                                                                   | ۶ سانتیمتر (۲٫۴ اینچ) |
| اسسور زرد          |       | ارزیاب flavissimus  | آره                   | زرد لیمویی روشن با حاشیه هلویی باله پشتی و اطراف چشم. | ۷ سانتیمتر (۲٫۸ اینچ) |

## خفاش ماهی

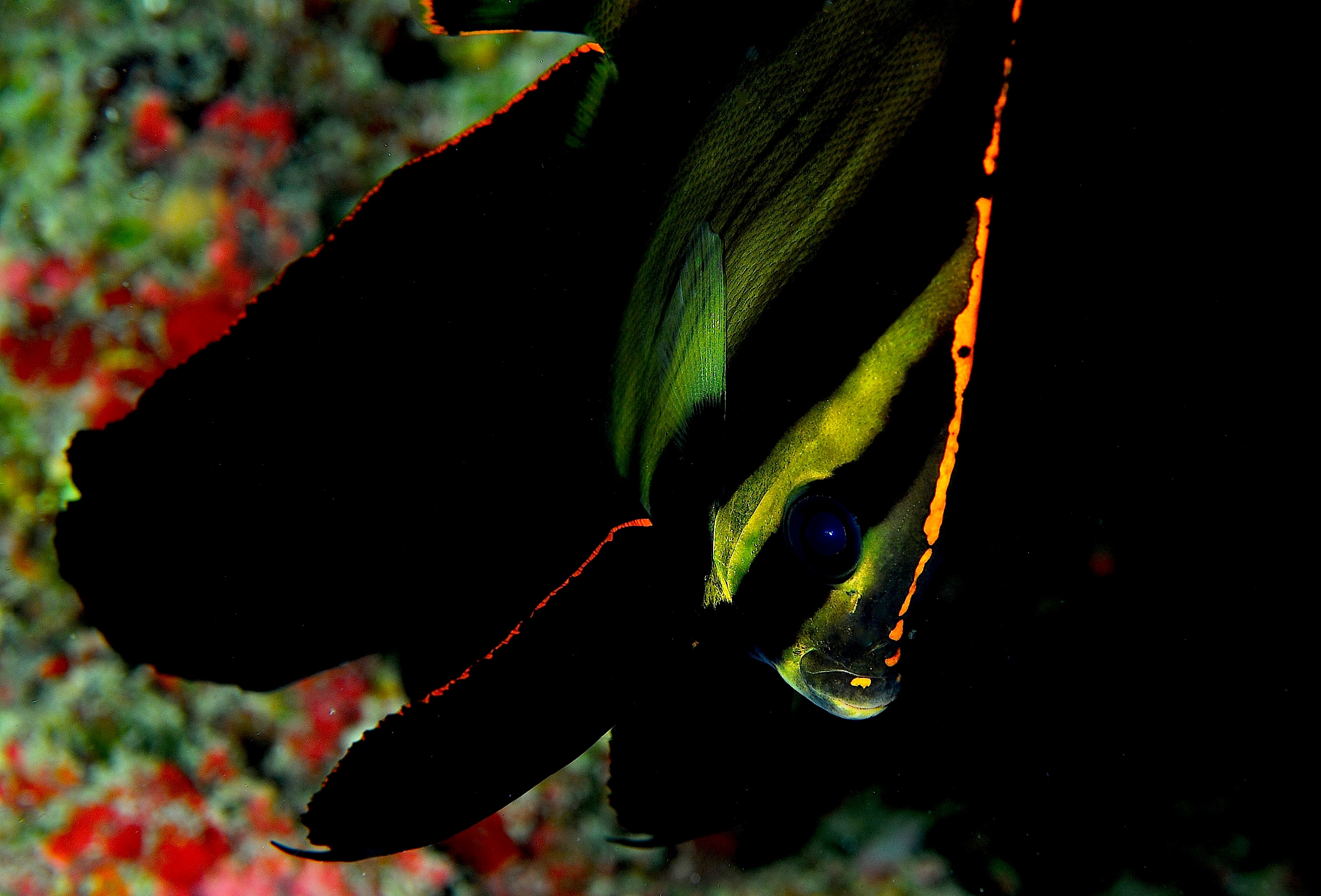
خفاش ماهی تاریک

خفاش‌ماهی‌ها ماهی‌های باشکوه و چشمگیری هستند که تنها به یک دلیل عمده در آکواریوم‌ها رایج نیستند: آنها بسیار بزرگ می‌شوند. به ازای هر یک عدد خفاش ماهی حداقل به یک مخزن ۸۰۰ تا ۱۲۰۰ لیتری مورد نیاز است که البته هرچقدر بزرگتر باشد، بهتر است. آنها با ظاهر کوچک و دوست داشتنی خود اغلب آکواریوم دارها را فریب می‌دهد تا آنها را برای آکواریوم‌های کوچک خود خریداری کنند. البته پس از مدت کوتاهی سرعت رشد و اندازه غول پیکر و نیاز به مقدار زیادی غذا و همچنین کمبود فضا آنها را پشیمان خواهد کرد. آنها بی خطر برای صخره‌های مرجانی نیستند و باید با مقدار زیادی از غذاهای گوشتی بزرگ تغذیه شوند. خفاش‌ماهی‌ها متناسب با رشدشان به شدت تغییر می‌کنند. همه آنها به‌طور کلی شکل بدن یکسانی دارند: دیسک مانند با باله‌های پشتی و مقعدی بلند، شبیه به فرشته ماهی آب شیرین.
| نام متداول      | تصویر | طبقه‌بندی            | مناسب آکواریوم مرجانی | شرح                                                              | حداکثر اندازه           |
| --------------- | ----- | ------------------- | --------------------- | ---------------------------------------------------------------- | ----------------------- |
| خفاش ماهی مداری |       | Platax orbicularis  | خیر                   | قهوه ای با نشانه‌های سیاه و سفید به‌طور تصادفی شبیه یک برگ پوسیده. | ۵۰ سانتیمتر (۱۹٫۷ اینچ) |
| خفاش ماهی تاریک |       | پلاتکس پیناتوس      | خیر                   | بدنه مشکی تیره کاملاً با رنگ زرد و نارنجی متمایز لبه شده‌است.      | ۴۵ سانتیمتر (۱۷٫۷ اینچ) |
| خفاش ماهی تیرا  |       | خفاش ماهی باله بلند | خیر                   | نقره ای با باله‌های سیاه و نوار مشکی در سراسر صورت.               | ۷۰ سانتیمتر (۲۷٫۶ اینچ) |

## بلنی ها (ماهیان مخاطی) و گاوماهی‌ها

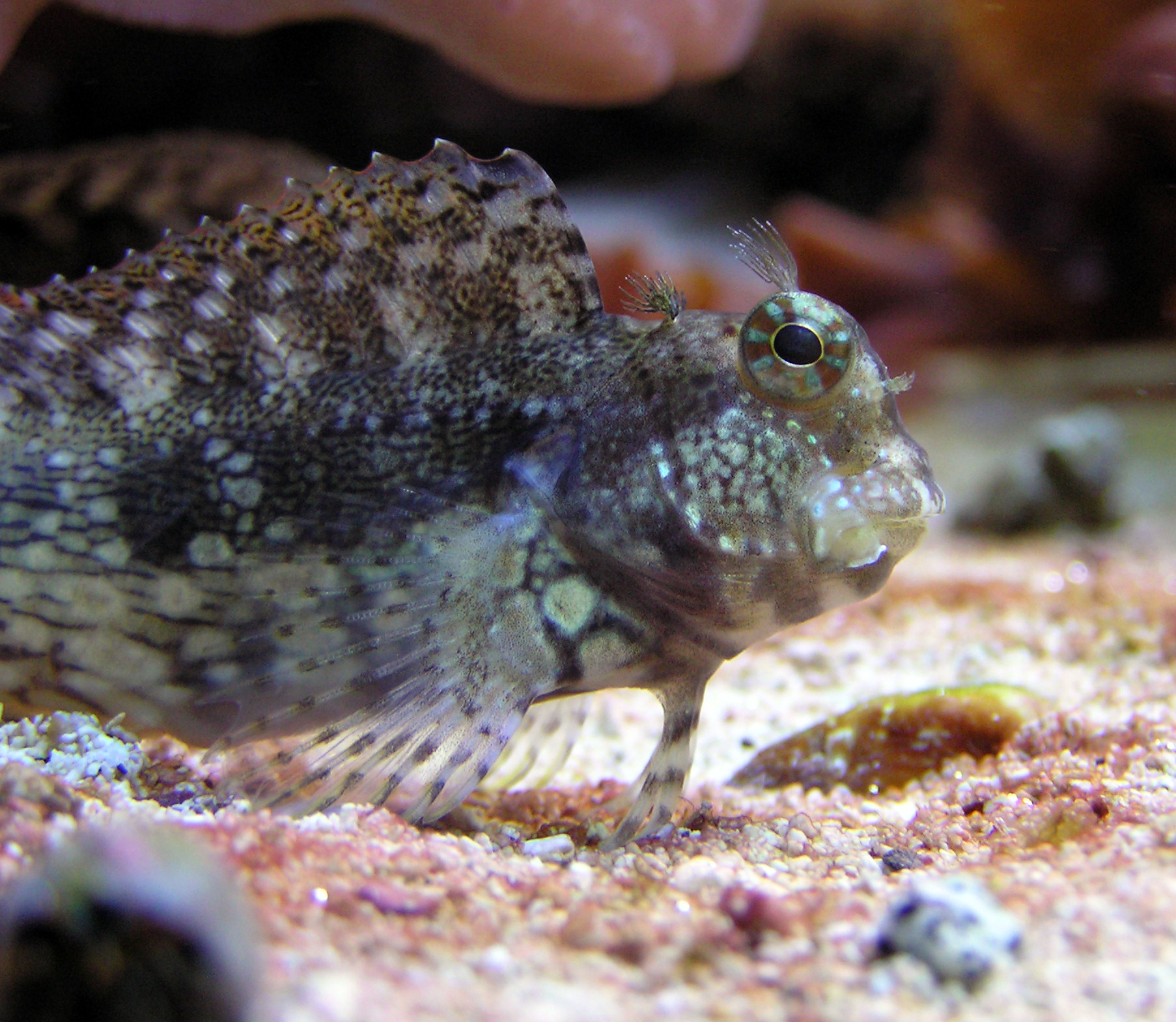
ماشین چمن زنی

بلنی‌ها به علت ویژگی صلح جو بودنشان نسبت به سایر گونه‌ها ماهی‌های آکواریومی محبوبی هستند، در حالی که نسبت به سایر ماهی‌ها که شکل مشابهی دارند بسیار تهاجمی هستند. برخی از بلنی‌ها رنگارنگ هستند و بسیاری از آنها کاملاً مفید هستند. به عنوان مثال، بلنی چمن زن را براحتی می‌توانید در کنار جلبکهای سبز نگهداری کنید. بلنی چمن زن همانگونه که از نامش پیداست جلبکهای شما را همیشه هرس کرده و مرتب نگه می‌دارد. به استثنای بلنی فنگ بقیه بننی‌ها برای آکواریوم‌های صخره ای کاملاً ایمن و بیخطر هستند. در واقع یک محیط مرجانی برای آنها واقعاً ایده‌آل است. آنها بسیار خجالتی هستند و آماده کردن محیط صخره ای مرجانی خوب فضاهای زیادی برای پنهان شدن آنها فراهم می‌کند. آنها همه چیزخوار هستند و باید با رژیم غذایی متنوعی از غذاهای منجمد یا زنده و مواد گیاهی تغذیه شوند. بلنی‌ها دندان یا فک کاربردی ندارند، بنابراین غذا باید به اندازه ای کوچک باشد تا بتوانند به‌طور کامل آن را ببلعد. بلنی‌ها اغلب با گاوماهیان اشتباه گرفته می‌شوند، اما یک راه آسان برای تشخیص تفاوت بین این دو وجود دارد. گاوماهی‌ها دو باله پشتی متمایز دارند، بلنی‌ها یک باله پشتی دارند که از پشت سر تا دم کشیده شده‌است. همچنین، باله‌های لگنی گاوماهی‌ها شبیه به باله‌های چسبک ماهیان است.

گاوماهی مهندس یکی از بستگان نزدیک سیچلایدها و برگ ماهی‌ها است، گاو ماهی‌های مهندس جوان اغلب در تجارت آکواریوم یافت می‌شود، در حالی که بالغ آن نادر است. گل خورکها (Mudskippers) معروفترین خانواده از گاوماهان هستند که در گِلزارهای دنیای قدیم و جنگل‌های حرا از غرب آفریقا به سوی شرق تا پاپوآی گینه نو و سواحل شمالی استرالیا سکنی گزیده‌اند.

## جعبه ماهی و بادکنک ماهی

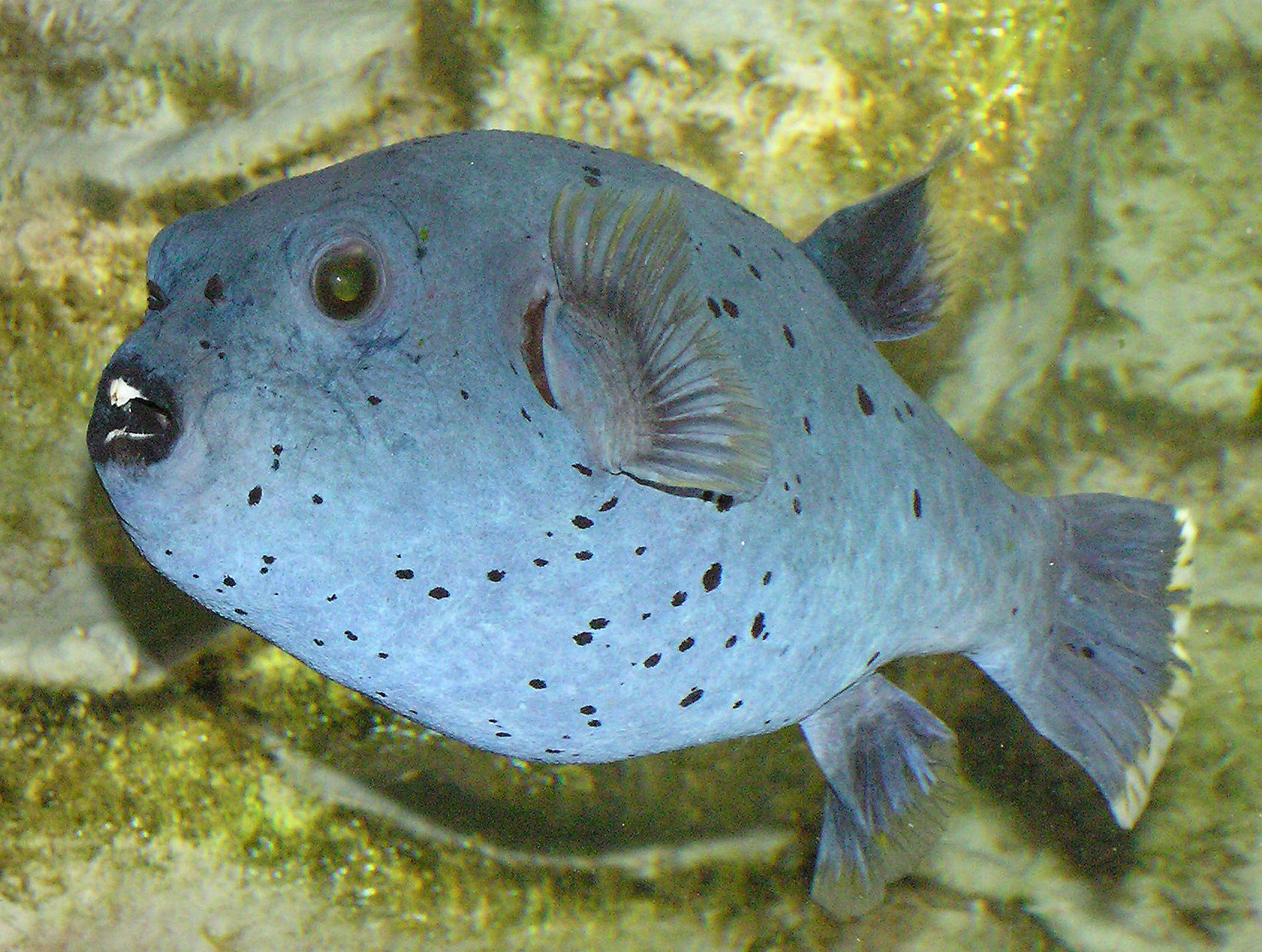
بادکنک ماهی خال سیاه

اعضای خانواده بادکنک ماهیان، جعبه ماهی‌ها، ماهی بادکنکی یا پف ماهی‌ها و پسرعموهای آنها گاوماهیها و ماهی‌های باددار می‌توانند حیوانات خانگی بسیار با شخصیت و عجیب و جالب توجهی باشند.

## پروانه ماهیها

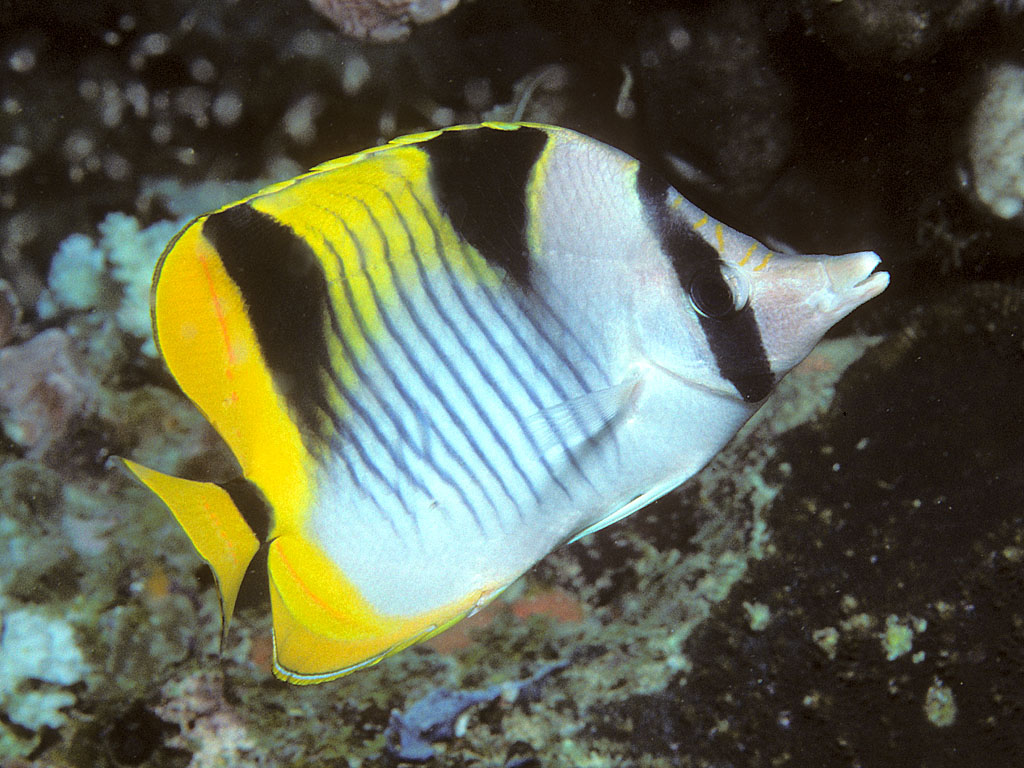
پروانه ماهی داسی

چنانچه از پروانه ماهی‌ها به درستی مراقبت شود، می‌تواند به زیباترین و متمایزترین ماهی آکواریوم آب شور تبدیل شود. نمونه‌های مختلف پروانه های‌ها اغلب تا اندازه‌های بزرگی رشد می‌کنند و برای آکواریوم‌های کوچک انتخاب خیلی مناسبی نیستند. پروانه‌ماهی‌ها می‌توانند شلوغ و بیش از حد خاص باشند، اما وقتی با رژیم غذایی متنوع تغذیه شوند و در شرایط ایده‌آل و ثابتی نگهداری شوند، معمولاً بخوبی رشد می‌کنند. برخی از گونه‌های این خانواده برای نگهداری در اسارت مناسب و سازگار نیستند و آکواریوم دارن باید مراقب و متوجه این موضوع باشند که فقط گونه‌هایی را خریداری کنند که سازگاری بیشتری با محیط اسارت و آکواریوم دارند. هنگام انتخاب پروانه‌ماهی‌ها به‌ویژه، باید از خرید نمونه‌هایی که هرگونه علامت یا نشانه‌ای از زخم و بیماری و سایر علایم مشکوک دارند، اجتناب کرد.

گونه‌های ذکر شده در لیست زیر نسبتاً مقاوم هستند و آکواریوم داران باتجربه تا زمانی که کوشا باشند نباید با آنها مشکلی داشته باشند.

## کاردینال ماهی

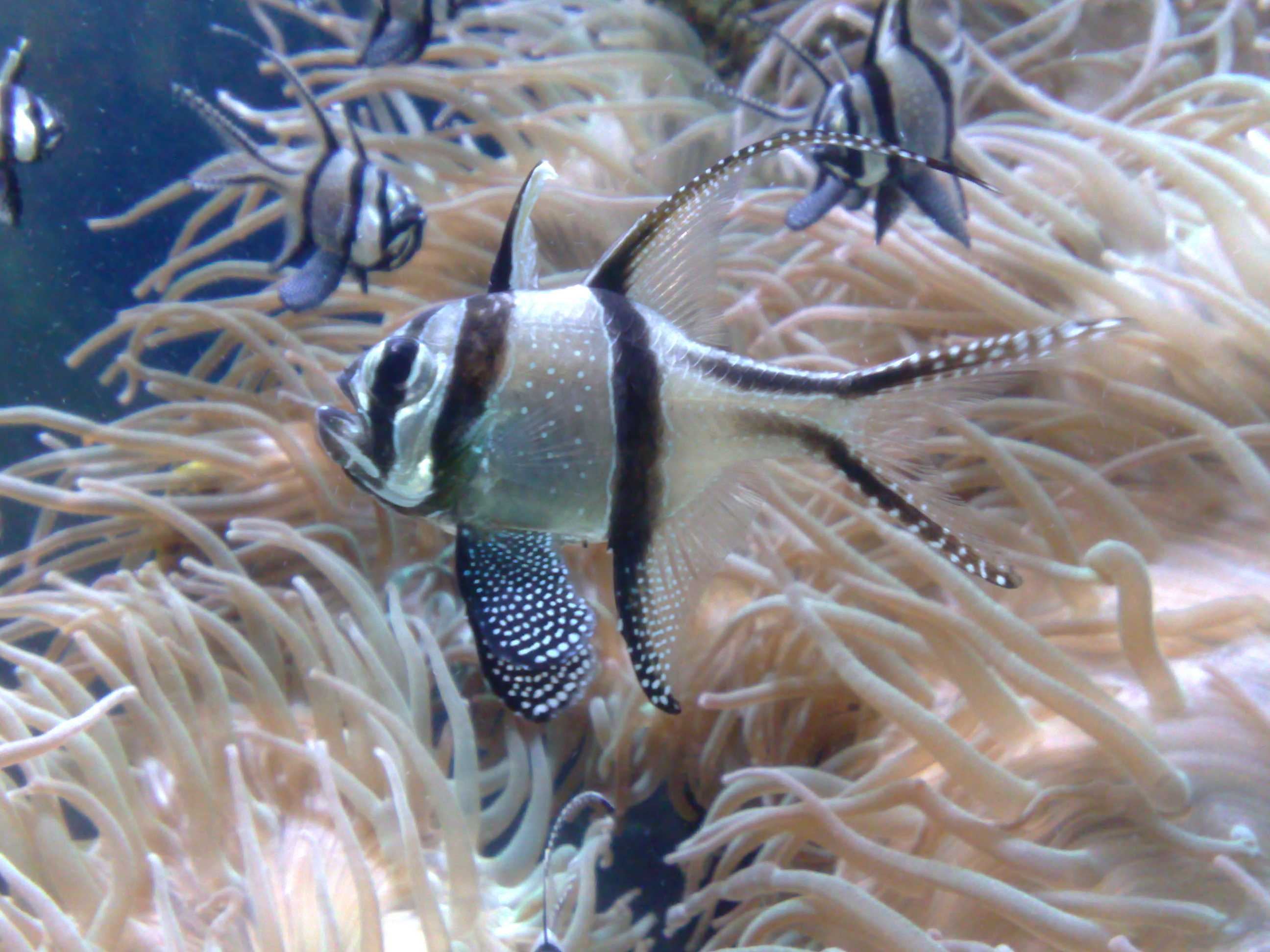
کاردینال ماهی Banggai

ماهیهای کاردینال یکی از معدود گروه از ماهی‌های گله ای هستند که در آکواریوم‌های آب شور نگهداری می‌شوند. ماهی‌های کاردینال شب‌زی و معمولاً خجالتی هستند. آنها به غذاهای گوشتی نیاز دارند و اغلب غذاهای آماده مانند پولک و قرص را مصرف نمی‌کنند. برای کسب بهترین نتیجه، همیشه انواع مختلفی از غذاهای منجمد را در دسترس داشته باشید. در صورت خودداری از غذا خوردن، همیشه میگوی آب شور بالغ بهترین گزینه برای تحریک به غذا خوردن آنهاست. آنها طیف وسیعی از پارامترها را تحمل می‌کنند. در آکواریوم آب شور همیشه باید سطح آمونیاک و نیتریت محیط را تحت نظر داشته باشید، برای اینکه ماهی کاردینال به پارامترها حساس است.

## کرومیس

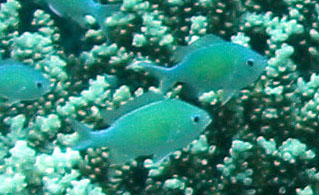
کرومیس ویریدیس

کرومیس شاید بهترین ماهی برای آکواریوم مرجانی باشد. آنها به‌طور کلی صلح جو بوده و مراقبت و نگهداری از آنها نسبت به بیشتر گونه‌ها مثل آنتیاس‌ها راحت است. آنها بصورت گله ای زندگی می‌کنند اما در بسیاری از موارد این تمایل با افزایش سن از بین می‌رود. کرومیس‌ها مانند دامسل‌ها و دلقک ماهی‌ها، پسرعموهای نزدیکشان، همه چیزخوار هستند و اکثر غذاها را می‌پذیرند. معمولاً یک تکه پرک کافی است، اما برای بهترین داشتن رنگ خوب و سلامتی، در صورت امکان، تغذیه با غذاهای منجمد و زنده بسیار مفید خواهد بود.

## دلقک ماهی

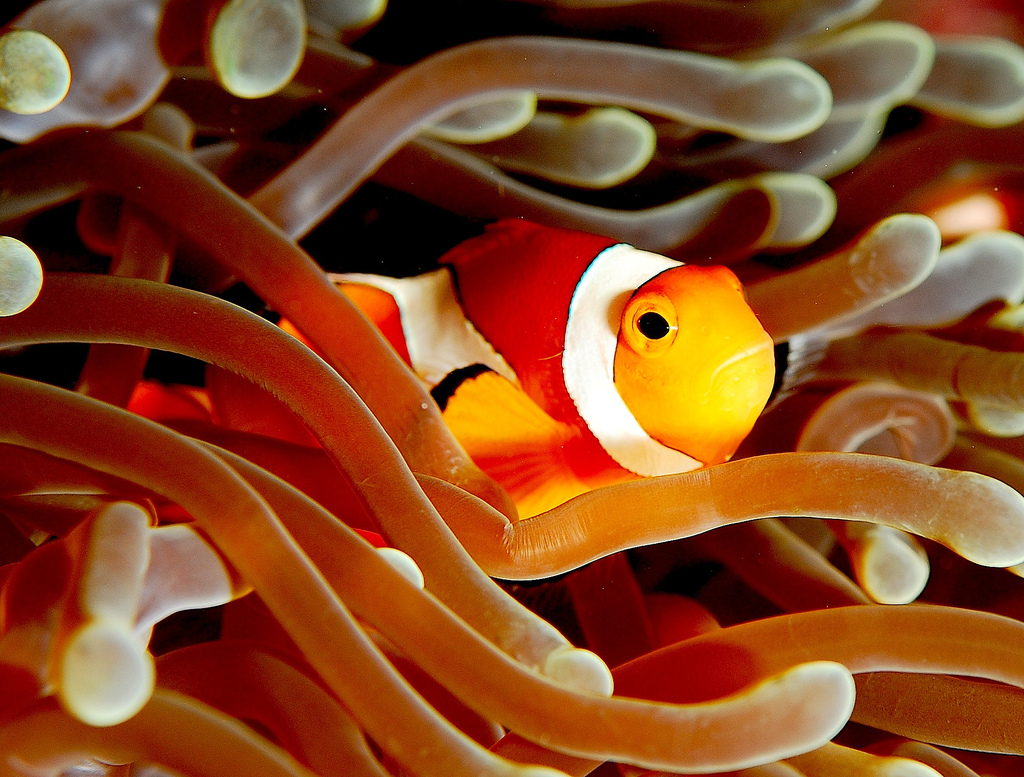
دلقک ماهی پرکولا دروغین

دلقک ماهی که بیشتر با نام شقایق ماهی شناخته می‌شود، ماهی کلاسیک آکواریومی است. هم سرسخت و هم جذاب، شاید بیشتر به خاطر رابطه همزیستی با شقایق‌های دریایی، یکی از بستگان مرجان، شناخته شده باشند. در طبیعت، شقایق‌ماهی‌ها همیشه با یک میزبان پیدا می‌شوند، که باعث می‌شود بسیاری از باور کنند که شقایق برای نگهداری آن‌ها ضروری است. نگهداری از شقایق ماهی‌ها راحت، برعکس شقایق‌ها که به‌طور غیرعادی سخت بوده و نیاز به نور بالایی دارند. مراقبت از دلقک ماهی شبیه دوشیزه ماهی است، زیرا آنها در واقع بسیار نزدیک به هم هستند.
| نام متداول             | تصویر | طبقه‌بندی             | مناسب آکواریوم مرجانی | شرح | حداکثر اندازه          |
| ---------------------- | ----- | -------------------- | --------------------- | --- | ---------------------- |
| دلقک ماهی آتشین        |       | دلقک ماهی آتشین      | بله                   | بدن نارنجی تیره به سمت باله دمی سیاه می‌شود، با یک نوار سفید روشن که از جلوی باله پشتی تا باله‌های سینه ای و باله‌های طلایی رنگ کشیده شده‌است. | ۱۲ سانتیمتر (۴٫۷ اینچ) |
| شقایق ماهی کلارکی      |       | آمفیپریون کلارکی     | بله                   | مشکی یا قهوه ای تیره با رنگ زرد روشن و دو نوار سفید ضخیم عمود بر بدن.                                                                      | ۱۵ سانتیمتر (۵٫۹ اینچ) |
| دلقک ماهی معمولی       |       | دلقک ماهی معمولی     | بله                   | بدن نارنجی یا زرد روشن با راه راه‌های سفید. باله‌ها نارنجی هستند، حاشیه آن با مشکی است. A. ocellaris از شمال استرالیا سیاه است.              | ۱۱ سانتیمتر (۴٫۳ اینچ) |
| دلقک ماهی مارون        |       | Premnas biaculeatus  | بله اما تهاجمی        | مارونی تا قرمز روشن با سه راه راه سفید بسیار نازک.                                                                                         | ۱۷ سانتیمتر (۶٫۷ اینچ) |
| پرکولا واقعی           |       | دلقک ماهی نارنجی     | بله                   | تقریباً مشابه A. ocellaris است، اما نوارهای سفید با رنگ سیاه لبه دارند.                                                                     | ۱۱ سانتیمتر (۴٫۳ اینچ) |
| شقایق ماهی اسکنک صورتی |       | دلقک ماهی صورتی      | بله                   | بدن صورتی تا نارنجی با یک نوار سفید روی اپرکولوم و دیگری از نوک پوزه، در امتداد پشت تا باله پشتی. تمام باله‌ها سفید هستند.                  | ۱۰ سانتیمتر (۳٫۹ اینچ) |
| دلقک ماهی گوجه فرنگی   |       | دلقک ماهی گوجه فرنگی | بله                   | قرمز روشن با یک نوار سفید منفرد از جلوی باله پشتی تا پایین سر.                                                                             | ۱۴ سانتیمتر (۵٫۵ اینچ) |
| شقایق ماهی پشت زینی    |       | آمفیپریون پلیمنوس    | بله                   | مشابه A. ocellaris و percula، اما نوار دوم تمام بدن را امتداد نمی‌دهد و در عوض شبیه یک زین است.                                             | ۱۳ سانتیمتر (۵٫۱ اینچ) |
| شقایق ماهی سبای        |       | آمفیپریون سبای       | بله                   | بدن سیاه یا قهوه ای تیره از بالای باله سینه ای، زرد در زیر. دارای دو نوار سفید است که دومی شبیه A. polymnus است.                           | ۱۶ سانتیمتر (۶٫۳ اینچ) |

## دوشیزه ماهی

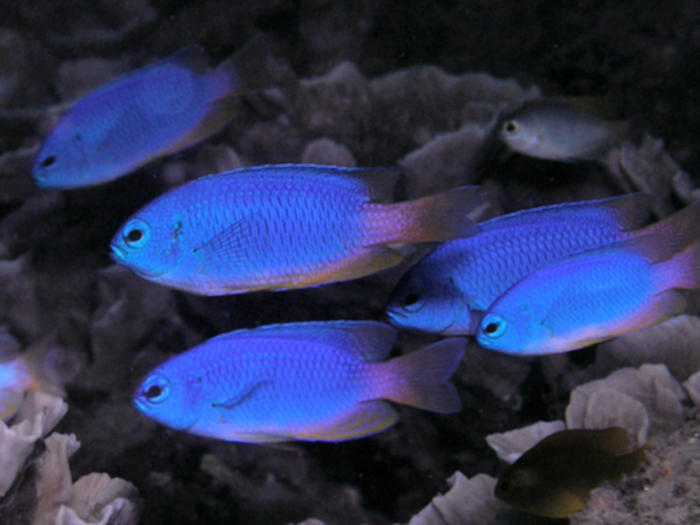
دختر آبی و طلایی

همه دوشیزه ماهی‌ها را می‌توان از نظر دسته‌بندی در دسته ماهیهای مناسب برای آکواریوم مرجانی در نظر گرفت.

دوشیزه ماهی با رشد و بزرگتر شدن تغییر جنسیت می‌دهد. دوشیزه ماهی‌های کوچک بدون جنس هستند. در نهایت در صورتی که هیچ جنس نری نباشد تبدیل به جنس نر می‌شوند. یک یا گاهی دو نر با یک ماده زندگی می‌کنند و از تخم‌ها محافظت می‌کنند. ماده‌ها بزرگ‌ترین ماهی‌ها هستند و نسبت به ماهی‌های نر و بچه ماهی‌ها غالب هستند. آنها اجازه نخواهند داد که ماده‌های دیگر بدون جنگ وارد منطقه ای شوند که آنها را قلمرو خود می‌دانند. آنها ممکن است اجازه ورود نرها یا جوانهای جدید را به قلمرو خود ندهند. پرخاشگری با هر تغییری در جنسیت بیشتر می‌شود.

## تیرماهی‌ها
بیشتر تیر ماهیها یا دارت ماهی‌ها باید به صورت جفت یا گروه‌های کوچک نگهداری می‌شوند که می‌توان همه را به یکباره به آکواریوم اضافه کرد.
| نام متداول            | تصویر | طبقه‌بندی                | مناسب آکواریوم مرجانی | شرح | حداکثر اندازه          |
| --------------------- | ----- | ----------------------- | --------------------- | --- | ---------------------- |
| دارت ماهی گوجون آبی   |       | تیرماهی آبی حنایی       | بله                   |     | ۱۳ سانتیمتر (۵٫۱ اینچ) |
| ماهی آتشین            |       | Nemateleotris magnifica | بله                   |     | ۹ سانتیمتر (۳٫۵ اینچ)  |
| ماهی آتشین بنفش       |       | ماهی آتشین زیبا         | بله                   |     | ۹ سانتیمتر (۳٫۵ اینچ)  |
| دارت ماهی دم قیچی     |       | تیرماهی باله سیاه       | بله                   |     | ۱۴ سانتیمتر (۵٫۵ اینچ) |
| دارت ماهی میله گورخری |       | تیرماهی گورخری چینی     | بله                   |     | ۱۰ سانتیمتر (۳٫۹ اینچ) |

## اژدها ماهیان

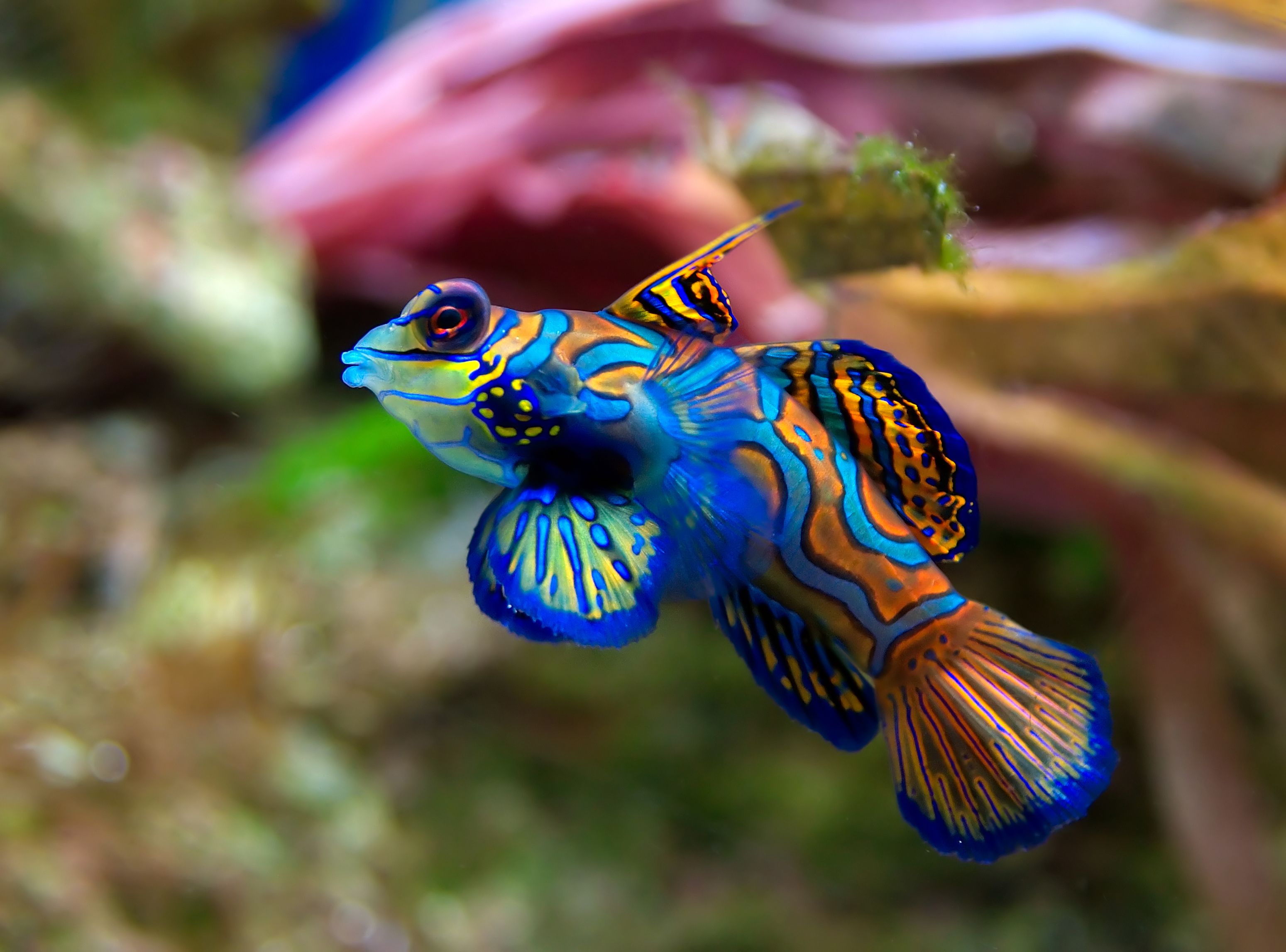
ماهی ماندارین (Synchiropus splendidus)

اژدهاماهی‌ها اغلب توسط فروشندگان ماهی به اشتباه به عنوان گاوماهی یا بلنی طبقه‌بندی می‌شوند. آنها ماهیانی کف زی هستند که دائماً بی مهرگان ریز را برای غذا شکار می‌کنند. بیشتر آنها در یک آکواریوم آبشور از گرسنگی می‌میرند، مگر اینکه یک پناهگاه یا مکانی برای تکثیر بی مهرگان فراهم کنید.
| نام متداول      | تصویر | طبقه‌بندی                 | مناسب آکواریوم مرجانی | شرح | حداکثر اندازه          |
| --------------- | ----- | ------------------------ | --------------------- | --- | ---------------------- |
| ماندارین ماهی   |       | ماهی ماندارین            | بله                   | عضوی با رنگ روشن از خانواده اژدها. فقط غلاف‌های قاره ای می‌خورد و در اسارت می‌میرد بدون ذخایر کافی، که فقط در تانک‌های صخره ای بسیار بزرگ و به خوبی قابل استفاده است. | ۶ سانتیمتر (۲٫۴ اینچ)  |
| اژدهای پر ستاره |       | Synchiropus stellatus    | بله                   | همچنین به عنوان blenny روروک مخصوص بچه‌ها قرمز شناخته می‌شود، اگرچه یک مخلوط واقعی نیست. اغلب فقط غلاف‌های زنده و دوپایان را می‌خورند.                                | ۱۲ سانتیمتر (۴٫۷ اینچ) |
| اژدهای پشتی     |       | Synchiropus ocellatus    | بله                   | همچنین به عنوان اسکوتر blenny شناخته می‌شود، هرچند که یک blenny واقعی نیست. اغلب فقط غلاف‌های زنده و دوپایان را می‌خورند.                                            | ۸ سانتیمتر (۳٫۱ اینچ)  |
| ماندارین خالدار |       | ماهی ماندارین روان گردان | بله                   | اغلب فقط غلاف‌های زنده و دوزیست می‌خورد. | ۱۰ سانتیمتر (۳٫۹ اینچ) |

## مارماهی‌ها

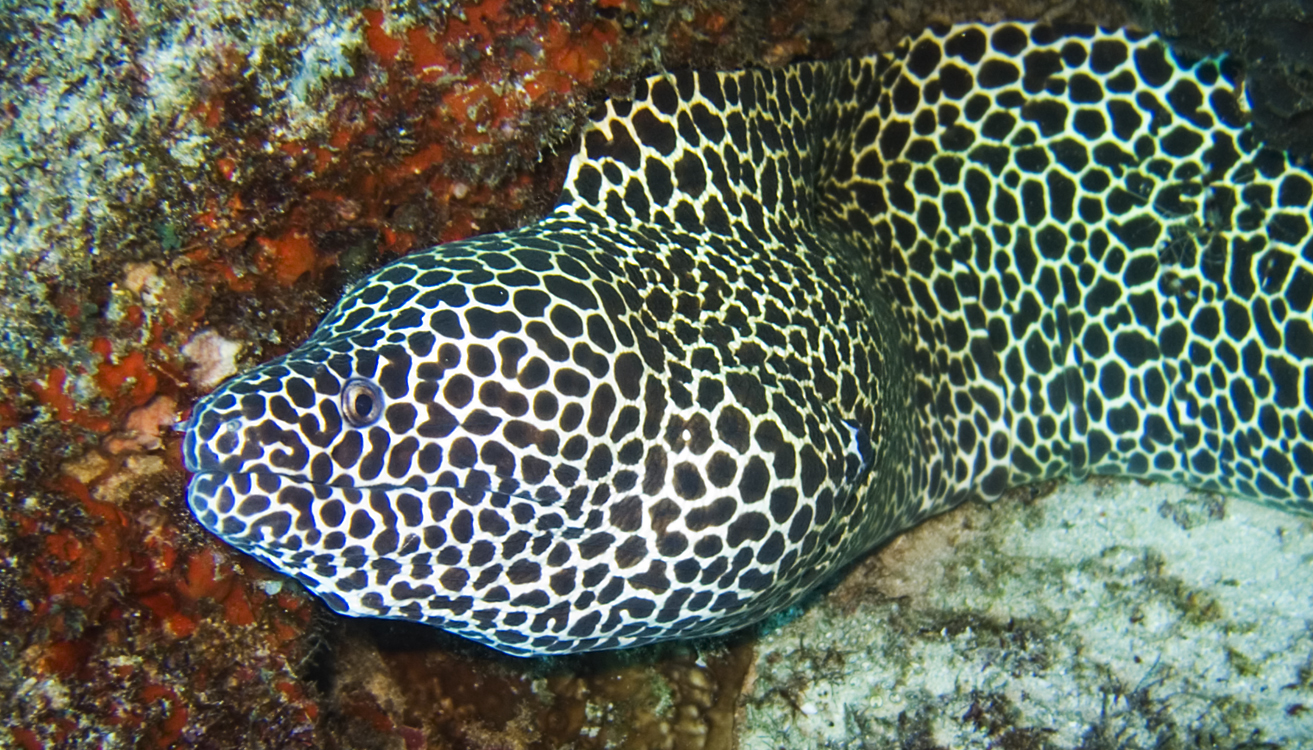
مورای توری

اکثر مارماهی‌ها به راحتی در یک آکواریوم بزرگ نگهداری می‌شوند، اگرچه معمولاً باید از انتخاب چندین گونه مانند مارماهی روبان آبی اجتناب شود. نکته ای که باید همیشه در نظر داشته باشید این است که حتماً بالای آکواریوم بسته باشد، زیرا یکی از شایع‌ترین علل مرگ مارماهی‌ها فرار از آکواریوم و افتادن روی زمین است.

## سوهان ماهی
سوهان ماهی‌ها، ماهی‌هایی هستند که نسبت به اقوام نزدیکشان فریباماهیان و بادکنک ماهیان کمتر نگهداری می‌شوند، بسیاری از سوهان ماهی‌ها گونه‌های خوبی برای نگهداری در آکواریوم هستند. گونه‌های کمی از سوهان ماهی‌ها نیز هستند که نیاز به رژیم‌های غذایی تخصصی دارند که نگهداری آنها را در آکواریوم بسیار دشوار می‌کند.
| نام متداول                | تصویر | طبقه‌بندی                    | مناسب آکواریوم مرجانی | شرح | حداکثر اندازه           |
| ------------------------- | ----- | --------------------------- | --------------------- | --- | ----------------------- |
| دلقک ماهی ماهی            |       | Cantherhines dumerili       | احتیاط                |     | ۳۸ سانتیمتر (۱۵٫۰ اینچ) |
| فیش ماهی رنگی             |       | پرواگور ملانوسفالوس         | احتیاط                |     | ۱۵ سانتیمتر (۵٫۹ اینچ)  |
| فلفل ماهی پرتقالی فانتایل |       | پرواگور اسپیلوزوما          | خیر                   |     | ۱۸ سانتیمتر (۷٫۱ اینچ)  |
| ماهی ماهی نعل اسبی        |       | Meuschenia hippocrepis      | خیر                   |     | ۵۱ سانتیمتر (۲۰٫۱ اینچ) |
| فیش ماهی ژاپنی            |       | پاراموناکانتوس ژاپنی        | خیر                   |     | ۱۳ سانتیمتر (۵٫۱ اینچ)  |
| فیش ماهی را تقلید کنید    |       | Paraluteres prionurus       | خیر                   |     | ۱۱ سانتیمتر (۴٫۳ اینچ)  |
| ماهی پرتقالی خالدار       |       | سوهان ماهی خال نارنجی       | خیر                   |     | ۱۳ سانتیمتر (۵٫۱ اینچ)  |
| ماهی تاسل                 |       | Chaetodermis penicilligerus | احتیاط                |     | ۳۰ سانتیمتر (۱۱٫۸ اینچ) |

## کفشک ماهی‌ها
| نام متداول       | تصویر | طبقه‌بندی          | مناسب آکواریوم مرجانی                                           | سطح مراقبت  | شرح | حداکثر اندازه           |
| ---------------- | ----- | ----------------- | --------------------------------------------------------------- | ----------- | --- | ----------------------- |
| ماهی بشقابی      |       | ماهی بشقابی       | خیر                                                             | در حد متوسط |     | ۴۶ سانتیمتر (۱۸٫۱ اینچ) |
| کفشک‌ماهی طاووسی  |       | کفشک ماهی طاووسی  | با احتیاط                                                       | در حد متوسط |     | ۴۵ سانتیمتر (۱۷٫۷ اینچ) |
| کفشک ماهی راه‌راه |       | کفشک ماهی راه راه | میگو و سایر بی مهرگان را می‌خورد، به مرجان‌ها آسیب نمی‌رساند : 413 | متوسط : 413 |     | ۱۸ سانتیمتر (۷٫۱ اینچ)  |

## قورباغه ماهی

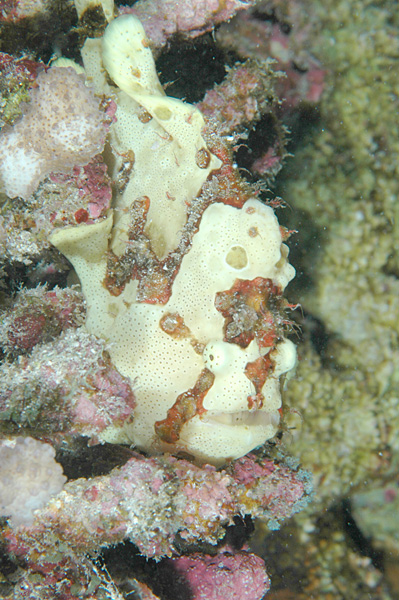
قورباغه ماهی غول پیکر

قورباغه ماهی‌ها گونه‌هایی از خانواده قلابچه ماهی‌ها هستند. آنها شکارچیانی با دهان بزرگ و همیشه در حال کمین هستند. آنها قادر به شکار و خوردن ماهی‌هایی تا دو برابر اندازه خود هستند؛ بنابراین باید در انتخاب آنها برای آکواریوم کمال دقت منظور شود.
| نام متداول            | تصویر | طبقه‌بندی              | مناسب آکواریوم مرجانی | شرح                                            | حداکثر اندازه           |
| --------------------- | ----- | --------------------- | --------------------- | ---------------------------------------------- | ----------------------- |
| قورباغه ماهی تله دراز |       | قورباغه ماهی تله دراز | خیر                   |                                                | ۲۰ سانتی‌متر (۷٫۹ که در) |
| قورباغه ماهی غول پیکر |       | قورباغه ماهی کامرسون  | خیر                   |                                                | ۳۸ سانتیمتر (۱۵٫۰ اینچ) |
| قورباغه ماهی سارگاسوم |       | هیستریو هیستریو       | خیر                   |                                                | ۲۰ سانتیمتر (۷٫۹ اینچ)  |
| قورباغه ماهی مخطط     |       | قورباغه ماهی مخطط     | خیر                   |                                                | ۱۵ سانتیمتر (۵٫۹ اینچ)  |
| قورباغه ماهی زگیل دار |       | قورباغه ماهی زگیل دار | خیر                   | قابلیت تغییر رنگ متناسب با محیط اطراف را دارد. | ۱۰ سانتیمتر (۳٫۹ اینچ)  |

## بز ماهیان

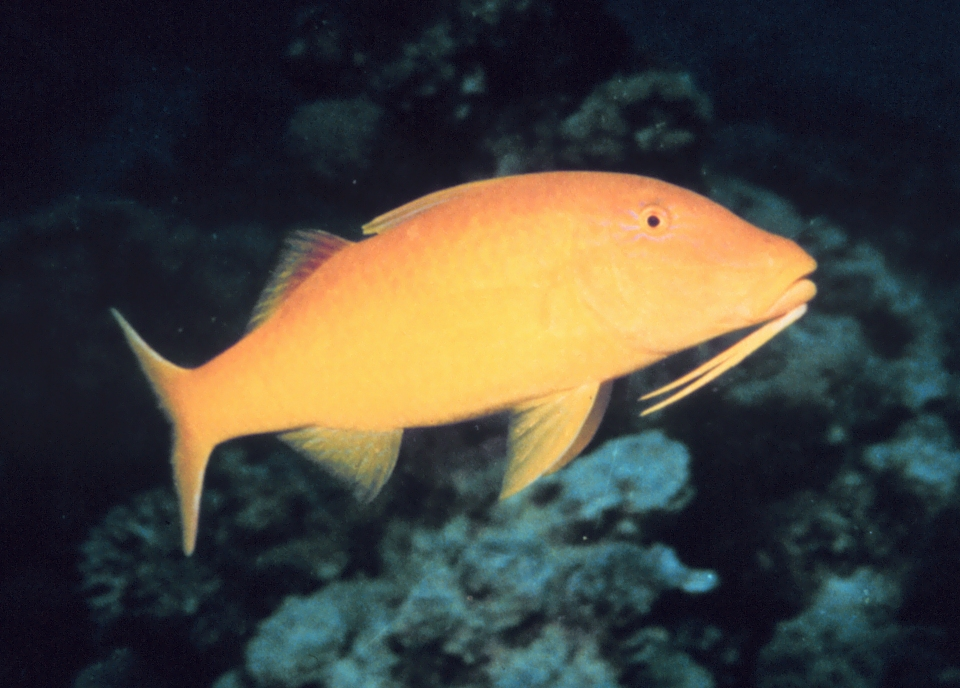
بز ماهی زرد

اکثر گونه‌های بزماهی‌ها به خاطر اندازه بزرگشان نسبت به سایر گونه‌های معمول در آکواریوم‌ها، انتخاب معمول و مناسبی نیستند، آنها معمولاً مقاوم و رنگارنگ هستند
| نام متداول        | تصویر | طبقه‌بندی                 | مناسب آکواریوم مرجانی | شرح | حداکثر اندازه           |
| ----------------- | ----- | ------------------------ | --------------------- | --- | ----------------------- |
| بز ماهی دو رنگ    |       | پزماهی دو رنگ            | با احتیاط             |     | ۲۵ سانتیمتر (۹٫۸ اینچ)  |
| بز ماهی زین طلایی |       | بزماهی زین طلایی         | با احتیاط             |     | ۵۱ سانتیمتر (۲۰٫۱ اینچ) |
| بز ماهی مانیبار   |       | پاروپنئوس مولتی فاسیاتوس | با احتیاط             |     | ۳۰ سانتیمتر (۱۱٫۸ اینچ) |
| بز ماهی پشت زرد   |       | بزماهی خط و نقطه         | با احتیاط             |     | ۴۱ سانتیمتر (۱۶٫۱ اینچ) |

## گوبی‌ها و ماهی‌های چسبیده

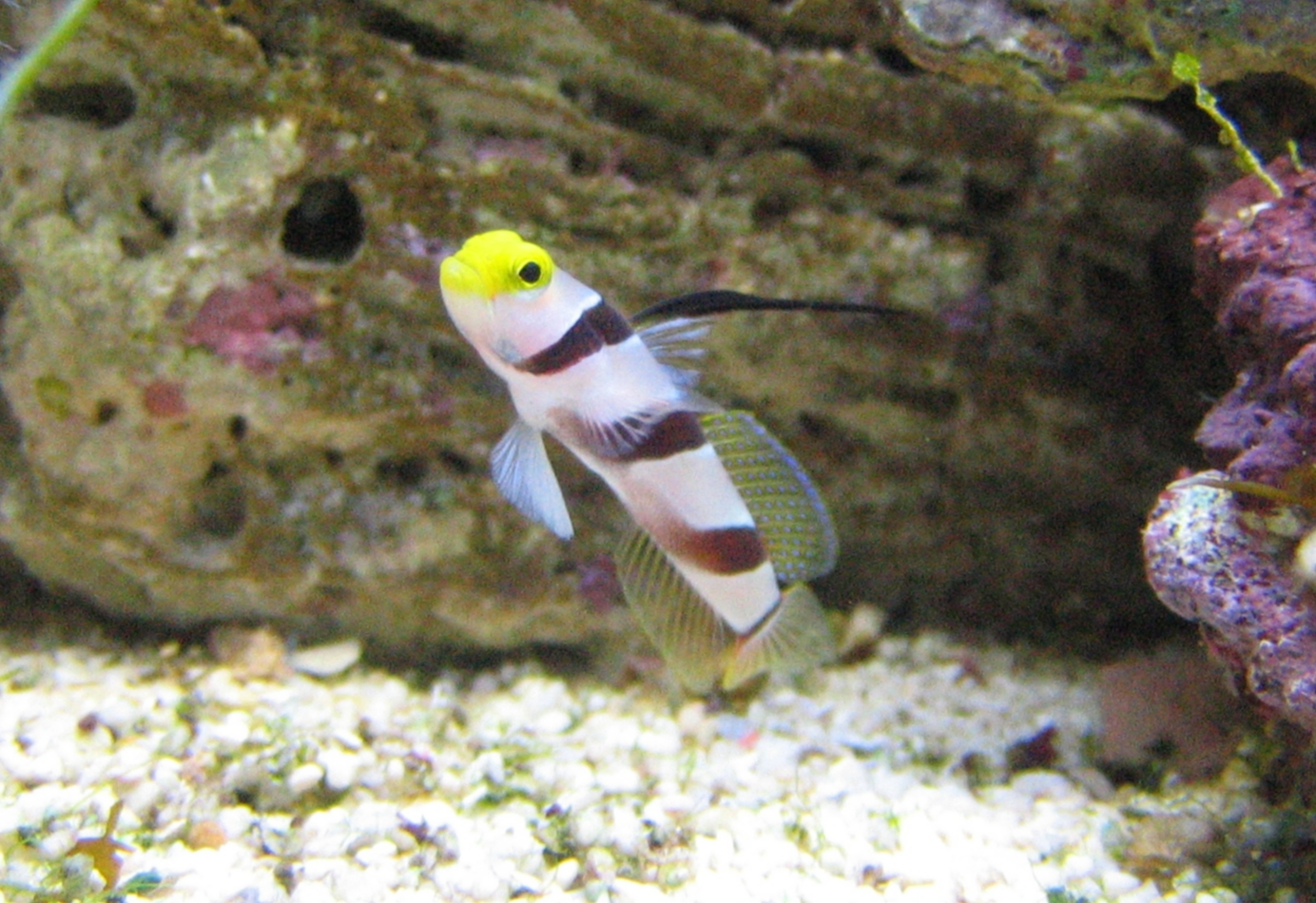
گوبی اشعه سیاه

به‌طور معمول مقاوم هستند و به بی مهرگان آسیبی نمی‌رسانند که آنها را به انتخاب خوبی برای یک مخزن صخره ای تبدیل می‌کند.

## ماهی غرغرو

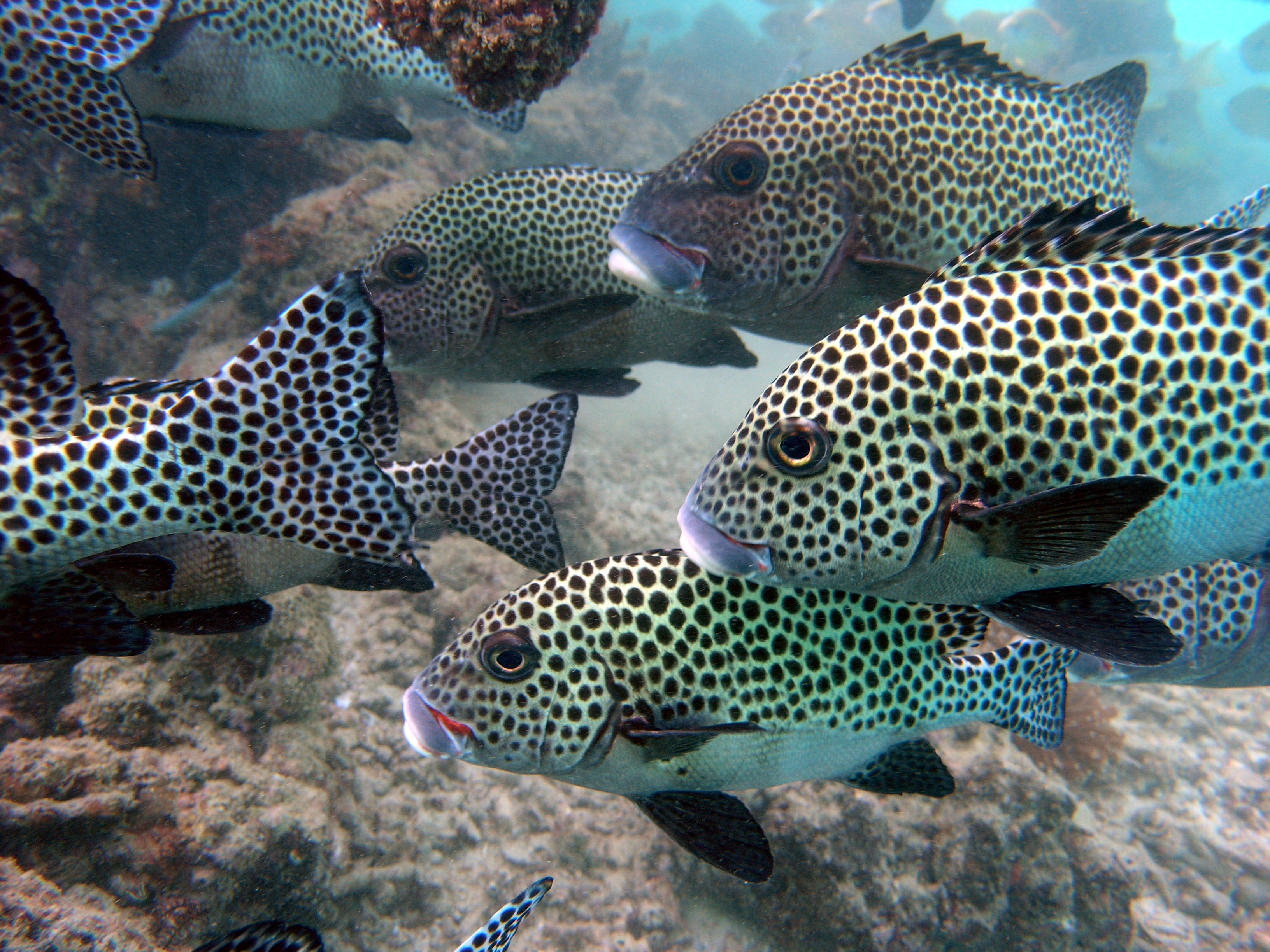
شیرین لب جلف

| نام متداول        | تصویر | طبقه‌بندی                  | مناسب آکواریوم مرجانی | شرح | حداکثر اندازه           |
| ----------------- | ----- | ------------------------- | --------------------- | --- | ----------------------- |
| خرخر باند هلالی   |       | تراپون جاربوا             | خیر                   |     |                         |
| سگ ماهی پرینتالیس |       | شیرن لب نوار زرد          | خیر                   |     | ۸۶ سانتیمتر (۳۳٫۹ اینچ) |
| شیرینی‌های شرقی    |       | Plectorhinchus orientalis | خیر                   |     | ۸۴ سانتیمتر (۳۳٫۱ اینچ) |
| شیرین لب خاکستری  |       | خنو خاکستری               | خیر                   |     | ۸۴ سانتیمتر (۳۳٫۱ اینچ) |
| ماهی خوک          |       | Anisotremus virginicus    | خیر                   |     | ۴۱ سانتیمتر (۱۶٫۱ اینچ) |
| شیرین لب خالدار   |       | شیرین لب جلف              | خیر                   |     | ۷۴ سانتیمتر (۲۹٫۱ اینچ) |
| شیرین لب راه راه  |       | شیرین لب خط دار           | خیر                   |     | ۵۱ سانتیمتر (۲۰٫۱ اینچ) |
| شیرینی دو راه راه |       | شیرین لب دو نواره         | خیر                   |     | ۹۹ سانتیمتر (۳۹٫۰ اینچ) |

## هملت

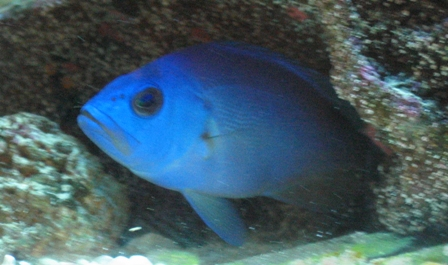
هملت آبی

| نام متداول   | تصویر | طبقه‌بندی               | مناسب آکواریوم مرجانی | شرح | حداکثر اندازه          |
| ------------ | ----- | ---------------------- | --------------------- | --- | ---------------------- |
| دهکده ممنوعه |       | هیپوپلکتروس پوئلا      | خیر                   |     | ۱۵ سانتیمتر (۵٫۹ اینچ) |
| دهکده سیاه   |       | هایپوپلکتروس نیگریکانس | خیر                   |     | ۱۵ سانتیمتر (۵٫۹ اینچ) |
| دهکده آبی    |       | هیپوپلکتروس جما        | نه با میگو            |     | ۱۳ سانتیمتر (۵٫۱ اینچ) |
| هملت کره     |       | هایپوپلکتروس تک رنگ    | نه با میگو            |     | ۱۳ سانتیمتر (۵٫۱ اینچ) |
| دهکده طلایی  |       | هیپوپلکتروس گومیگوتا   | نه با میگو            |     |                        |
| دهکده نیل    |       | هایپوپلکتروس نیل       |                       |     | ۱۴ سانتیمتر (۵٫۵ اینچ) |
| هملت خجالتی  |       | هیپوپلکتروس گوتاواریوس | نه با میگو            |     | ۱۳ سانتیمتر (۵٫۱ اینچ) |

## صیاد ماهی

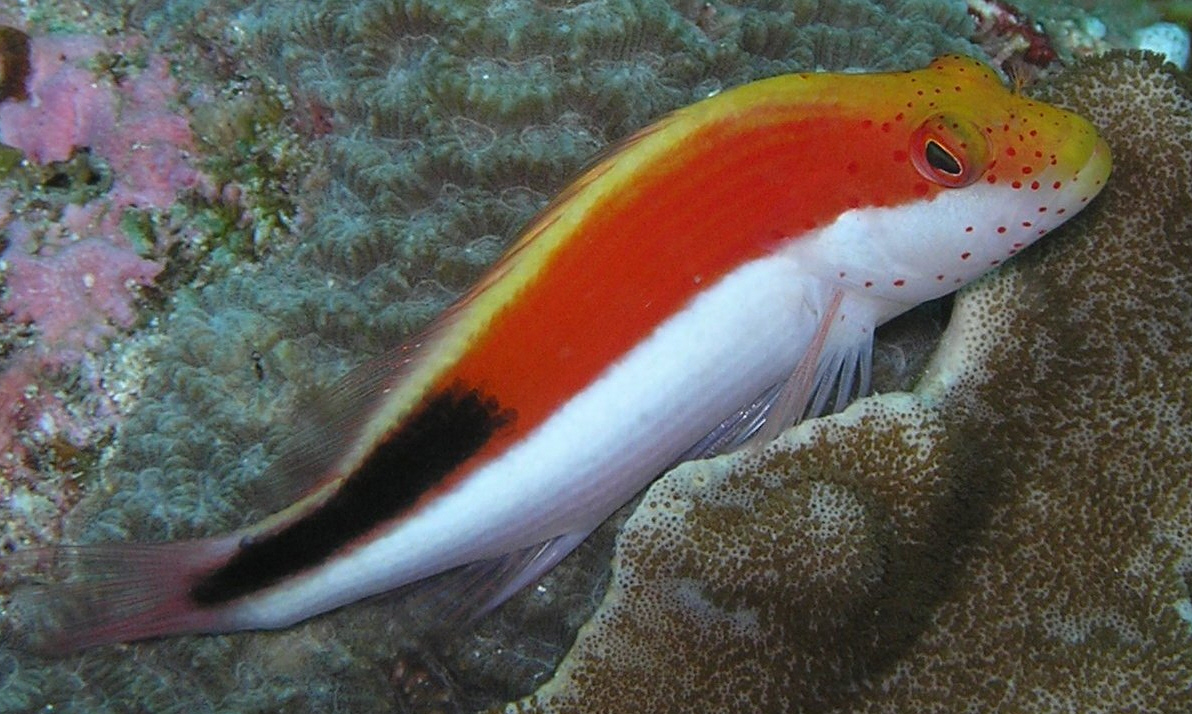
صیاد ماهی خالدار

ماهی‌های جذاب و نسبتاً کوچک جثه، صیاد ماهی‌ها فقط به آکواریوم‌هایی که فقط ماهی یا فقط مرجان زنده (FOWLR) دارند افزوده می‌شود. با احتیاط بسیار، می‌توان آنها را در آکواریوم‌های مرجانی نگهداری کرد، اما به دلیل تمایل آنها به خوردن میگوهای زینتی کوچک و سایر بی مهرگان متحرک (معمولاً بی مهره‌های بی تحرک را به حال خود رها می‌کنند)، گونه‌های مناسبی نمی‌توانند باشند. صیادماهی‌ها فاقد بادکنک شنا هستند، آنها را اغلب می‌توان در شکاف صخره‌ها یا در میان شاخه‌های مرجان‌ها یا مرجان‌های نرم یافت. مراقبت از صیادماهی آسان است و اصلاً در مورد کیفیت آب حساس نیست. رژیم غذایی متنوع از جمله اسپیرولینا و غذاهای گوشتی کوچک مانند میسیس توصیه می‌شود.

## داس‌ماهی

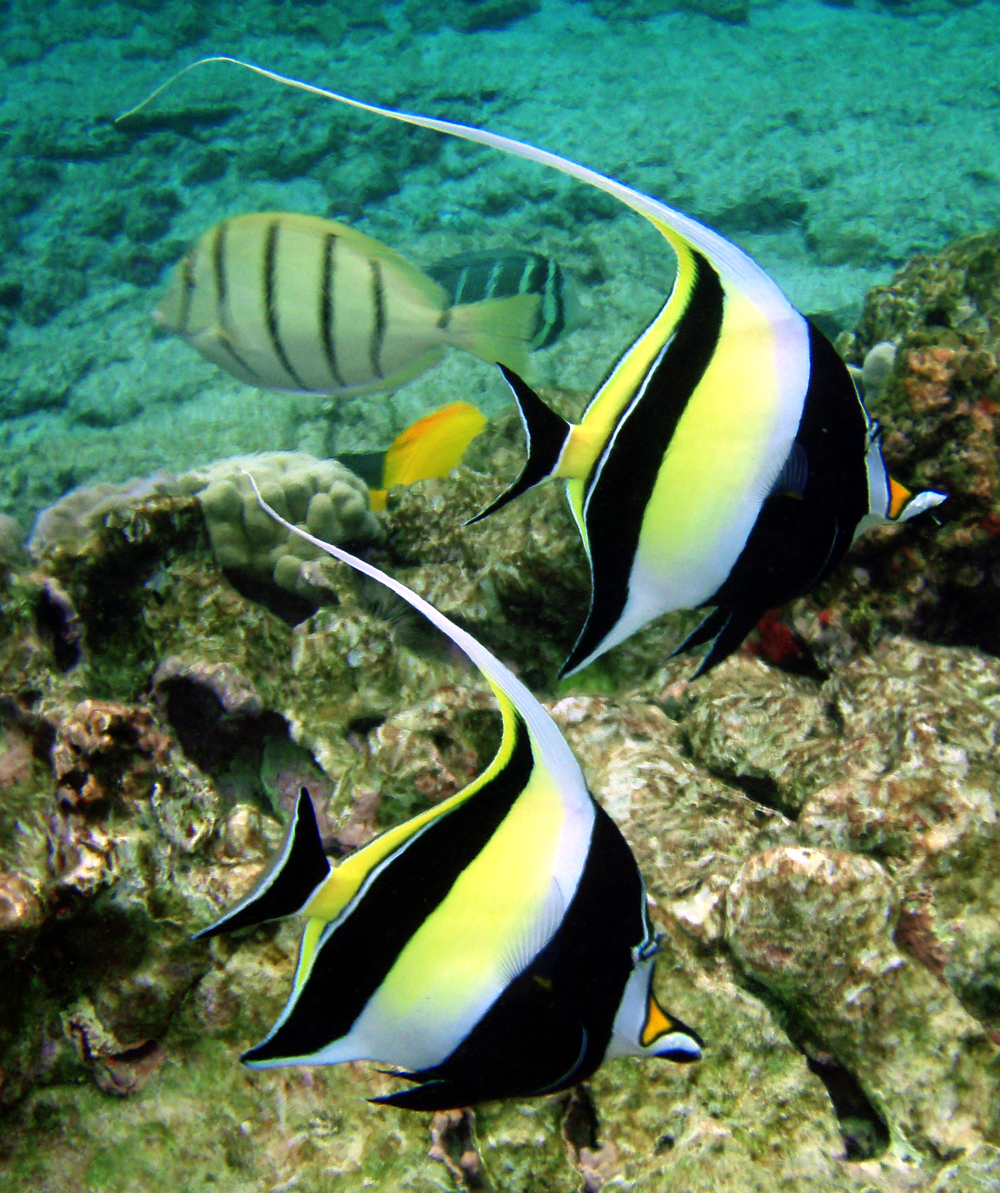
داس ماهی

| نام متداول | تصویر | طبقه‌بندی | مناسب آکواریوم مرجانی | شرح | حداکثر اندازه          |
| ---------- | ----- | -------- | --------------------- | --- | ---------------------- |
| بت موری    |       | داس ماهی | با احتیاط             |     | ۲۳ سانتیمتر (۹٫۱ اینچ) |

## آرواره ماهی
آرواره ماهی یک ماهی گورکن است و به بستر شنی با عمق کافی نیاز دارد.
| نام متداول        | تصویر | طبقه‌بندی                   | مناسب آکواریوم مرجانی | شرح | حداکثر اندازه          |
| ----------------- | ----- | -------------------------- | --------------------- | --- | ---------------------- |
| فک ماهی کلاه سیاه |       | Opistognathus lonchurus    | تقریباً همیشه          | به یک مخزن ۳۰ گالن و ۳ اینچ (۷٫۶ سانتیمتر) نیاز دارد بستر. مخزن باید محکم بسته بماند. ممکن است میگوی کوچک بخورد. | ۱۰ سانتیمتر (۳٫۹ اینچ) |
| فک ماهی نقطه آبی  |       | Opistognathus rosenblatti  | آره                   | | ۹ سانتیمتر (۳٫۵ اینچ)  |
| فک ماهی تاریک     |       | Opistognathus whitehurstii | آره                   | به یک مخزن ۳۰ گالن و ۳ اینچ (۷٫۶ سانتیمتر) نیاز دارد بستر شن و ماسه. مخزن باید محکم بسته بماند.                  | ۱۴ سانتیمتر (۵٫۵ اینچ) |
| فک ماهی سر زرد    |       | Opistognathus aurifrons    | آره                   | به مخزن ۳۰ گالن و ۵–۷ اینچ (۱۳–۱۸ سانتیمتر) نیاز دارد بستر نرم. مخزن باید محکم بسته بماند.                       | ۱۰ سانتیمتر (۳٫۹ اینچ) |

## خروس ماهی
«خروس ماهی» به‌طور خاص به جنس خروس ماهی در خانواده عقرب ماهیان اشاره دارد. آنها دارای ستون فقراتی سمی هستند و باید با آنها با احتیاط رفتار شود. گونه‌های دیگری از عقرب ماهی نیز ممکن است بنام "خروس ماهی" نامیده شوند. تغذیه با ماهی قرمز (گلدفیش) گزینه مناسبی برای خروس ماهی نیست.
| نام متداول          | تصویر | طبقه‌بندی                  | مناسب آکواریوم مرجانی | شرح                                                | حداکثر اندازه            |
| ------------------- | ----- | ------------------------- | --------------------- | -------------------------------------------------- | ------------------------ |
| شیر ماهی آنتنتا     |       | Pterois antennata         | احتیاط                |                                                    | ۲۰ سانتیمتر (۷٫۹ اینچ)   |
| شیر ماهی پا سیاه    |       | Parapterois heterura      | احتیاط                |                                                    | ۲۳٫۰ سانتیمتر (۹٫۱ اینچ) |
| شیرماهی شیطان       |       | Pterois mombasae          | احتیاط                |                                                    | ۲۰ سانتیمتر (۷٫۹ اینچ)   |
| شیر ماهی فو من چو   |       | Dendrochirus biocellatus  | احتیاط                |                                                    | ۱۳٫۰ سانتیمتر (۵٫۱ اینچ) |
| شیرماهی کوتوله فازی |       | Dendrochirus brachypterus | احتیاط                | گوشتخوار؛ نرها ۶< راه راه روی باله سینه ای زنان >۶ | ۱۸ سانتیمتر (۷٫۱ اینچ)   |
| شیر ماهی سبز        |       | Dendrochirus barberi      | احتیاط                |                                                    | ۱۶٫۵ سانتیمتر (۶٫۵ اینچ) |
| خروس ماهی رادیاتا   |       | پروتوماهی آتشین           |                       |                                                    | ۲۴ سانتیمتر (۹٫۴ اینچ)   |
| شیر ماهی راسل       |       | Pterois russelii          |                       |                                                    | ۳۰ سانتیمتر (۱۱٫۸ اینچ)  |
| خروس ماهی Volitan   |       | خروس ماهی قرمز            | احتیاط                | نیمه تهاجمی؛ گوشتخوار                              | ۴۳ سانتیمتر (۱۶٫۹ اینچ)  |
| خروس ماهی گورخری    |       | بوقلمون ماهی گورخری       | احتیاط                |                                                    | ۲۵ سانتیمتر (۹٫۸ اینچ)   |

## طوطی ماهی

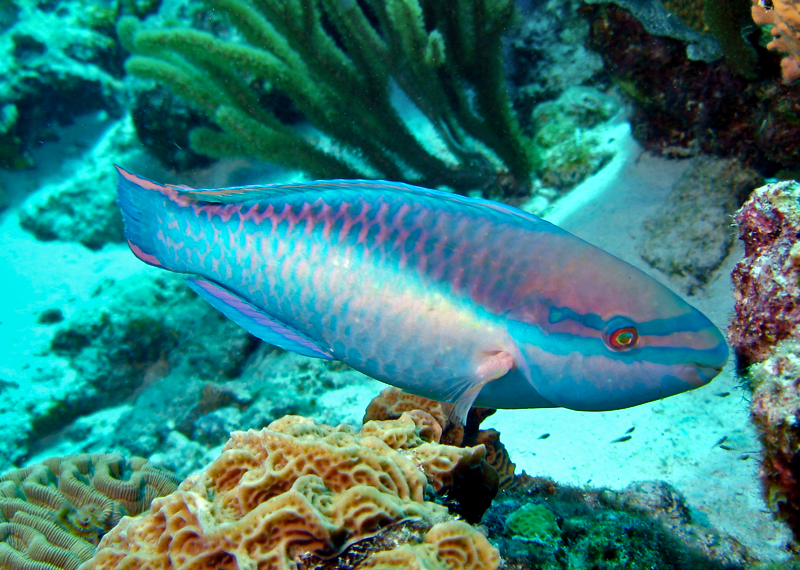
طوطی ماهی پرنسس

| نام متداول       | تصویر | طبقه‌بندی            | مناسب آکواریوم مرجانی | شرح | حداکثر اندازه           |
| ---------------- | ----- | ------------------- | --------------------- | --- | ----------------------- |
| طوطی ماهی دو رنگ |       | کتوسکاروس دو رنگ    | خیر                   |     | ۷۶ سانتیمتر (۲۹٫۹ اینچ) |
| پرنسس طوطی ماهی  |       | Scarus taeniopterus | خیر                   |     | ۲۵ سانتیمتر (۹٫۸ اینچ)  |

| نام متداول           | تصویر | طبقه‌بندی               | صخره امن | شرح | حداکثر اندازه          |
| -------------------- | ----- | ---------------------- | -------- | --- | ---------------------- |
| کاشی ماهی سر آبی     |       | هوپلولاتیلوس استارکی   |          |     | ۱۰ سانتیمتر (۳٫۹ اینچ) |
| کاشی ماهی بنفش       |       | Hoplolatilus purpureus |          |     | ۱۵ سانتیمتر (۵٫۹ اینچ) |
| کاشی ماهی زرد        |       | Hoplolatilus luteus    |          |     | ۱۵ سانتیمتر (۵٫۹ اینچ) |
| کاشی ماهی با خط قرمز |       | هوپلولاتیلوس مارکوسی   |          |     |                        |

## نئون‌ماهیان
معمولاً فقط یک گونه را می‌توان در آکواریوم نگهداری کرد. گاهی اوقات می‌توان چندین نمونه را در آکواریوم‌های بزرگتر نگهداری کرد، اما معمولاً این امر مستلزم افزودن همزمان آن‌ها است وگرنه بیش از حد قلمرو طلب خواهند بود.

## اسب‌های دریایی

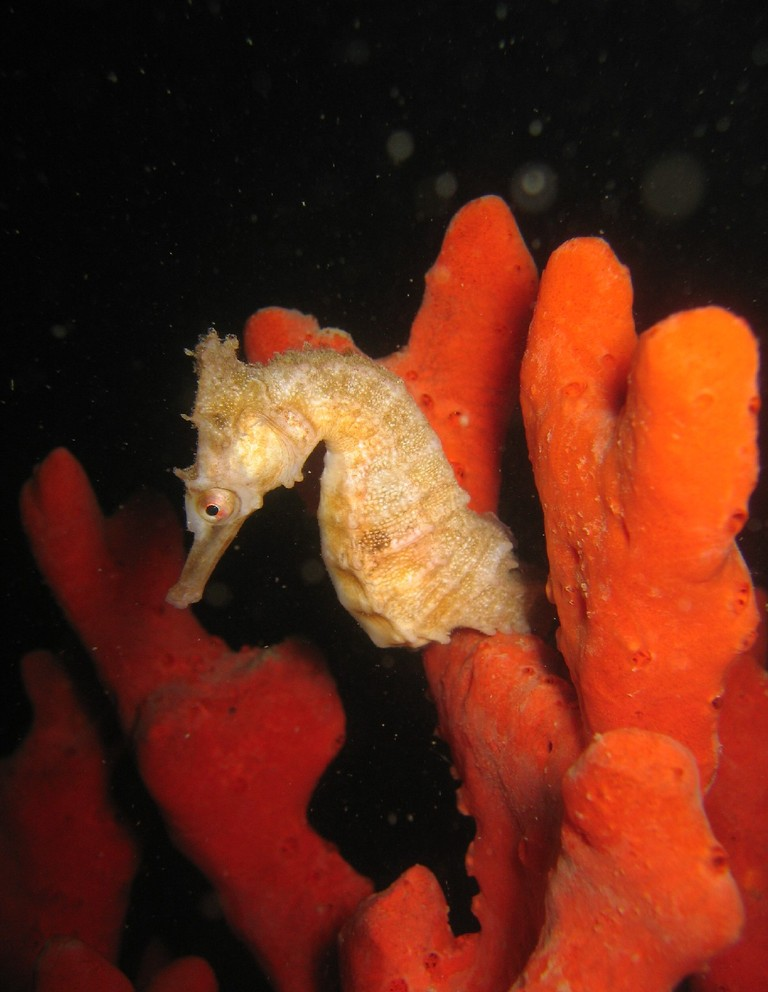
اسب دریایی سفید

نگهداری از این کوجودات زیبای ظریف به یک آکواریومیست خاص نیاز دارد. یک مراقب بالقوه باید متعهد باشد، اسب‌های دریایی به تانک‌های بلندتر، غذای زنده/یخ‌زده، و بسیاری از پست‌های اتصال، و همچنین تانک‌های بسیار آرام نیاز دارند. در واقع، به مبتدیان توصیه می‌شود تا زمانی که روی اسب‌های دریایی تجربه کافی ندارند، نباید با هیچ گونه دیگری مخلوط شوند. معمولاً تمامی اسب‌های دریایی که در فروشگاه‌ها یافت می‌شوند تکثیر شده هستند، اما گاهی اوقات ممکن است نمونه‌ای از صید وحشی (WC) پیدا کنید. اسب‌های دریایی WC فقط باید توسط متخصصان نگهداری اسبهای دریایی خریداری شود که قصد پرورش آن‌ها را دارند، زیرا نگهداری و پرورش این اسب‌های دریایی بسیار سخت است و بیشتر آنها در طبیعت در خطر انقراض هستند. یکی از محسنات اسب دریایی این است که بسیاری از گونه‌ها دارای جثه کوچکی بوده و می‌توان آنها را در مخازن کوچک‌تر (در واقع، برخی از آن‌ها باید) نگهداری کرد.
| نام متداول            | تصویر | طبقه‌بندی            | مناسب آکواریوم مرجانی | دما | شرح                                                                         | حداکثر اندازه           |
| --------------------- | ----- | ------------------- | --------------------- | --- | --------------------------------------------------------------------------- | ----------------------- |
| اسب دریایی برزیلی     |       | هیپوکامپ ریدی       | احتیاط                | ST  | معمولاً زرد روشن، با پوزه بلند به خصوص.                                      | ۱۷ سانتیمتر (۶٫۷ اینچ)  |
| اسب دریایی خالدار     |       | هیپوکامپ کودا       | احتیاط                | TR  | به‌طور کلی زرد، اما همچنین می‌تواند از قهوه ای مایل به زرد تا سیاه تیره باشد. | ۳۰ سانتیمتر (۱۱٫۸ اینچ) |
| اسب دریایی عالی       |       | هیپوکامپ کلوگی      | احتیاط                | ST  | برنزه روشن، با چند نمونه تیره‌تر.                                            | ۲۸ سانتیمتر (۱۱٫۰ اینچ) |
| اسب دریایی شکم گلدانی |       | هیپوکامپ شکمی       | احتیاط                | TM  | رنگ روشن با لکه‌های تیره و شکم بزرگ.                                         | ۲۵ سانتیمتر (۹٫۸ اینچ)  |
| اسب دریایی پیگمی      |       | هیپوکامپ بارگیبانتی | احتیاط                | TR  | سفید با برآمدگی‌های دستگیره صورتی (گاهی اوقات زرد).                          | ۲٫۴ سانتیمتر (۰٫۹ اینچ) |
| اسب دریایی پوزه کوتاه |       | هیپوکامپ برویپس     | احتیاط                | TM  | مایل به خاکستری تا برنزه با پوزه کوتاه و سر خاردار.                         | ۱۵ سانتیمتر (۵٫۹ اینچ)  |
| اسب دریایی دم ببر     |       | هیپوکامپ می‌آید      | احتیاط                | TR  | رنگ‌های متنوع با دم راه راه تیره.                                            | ۱۸ سانتیمتر (۷٫۱ اینچ)  |
| اسب دریایی خط دار     |       | هیپوکامپ ارکتوس     | احتیاط                | ST  | رنگ تیره با شکم روشن‌تر و برآمدگی‌های سفید.                                   | ۱۹ سانتیمتر (۷٫۵ اینچ)  |
| اسب دریایی سفید       |       | هیپوکامپ سفید       | احتیاط                | TM  | بدنی فولر با سر نسبتاً بزرگتر.                                               | ۱۳ سانتیمتر (۵٫۱ اینچ)  |
| اسب دریایی کوتوله     |       | هیپوکامپ زوسترا     | احتیاط                | ST  | مشابه H. reidi اما بسیار کوچکتر.                                            | ۵ سانتیمتر (۲٫۰ اینچ)   |
| اسب دریایی خاردار     |       | هیپوکامپ هیستریکس   | احتیاط                | TR  | رنگ‌های متنوع با خارهای متمایز در سراسر بدن.                                 | ۱۷ سانتیمتر (۶٫۷ اینچ)  |

## جراح‌ماهیان
جراح ماهی‌ها‌ها معمولاً از جلبک‌ها تغذیه می‌کنند، اگرچه گونه‌های گوشتخوار کمی نیز وجود دارد. بیشتر جراح‌ماهیان سایر ماهی‌های همرنگ یا شکل خود را تحمل نمی‌کنند. آنها روی دم خود ستون فقراتی دارند که می‌تواند ماهی‌های دیگر و دست‌های محافظت نشده را باز کند. به همه جراح ماهی‌ها باید فضای زیادی برای شنا داده شود.

## کاشی ماهی
اگرچه کاشی ماهی اغلب به عنوان گاوماهی طبقه‌بندی می‌شود، اما کاشی ماهی یک گونه جداگانه است.

## فریباماهیان

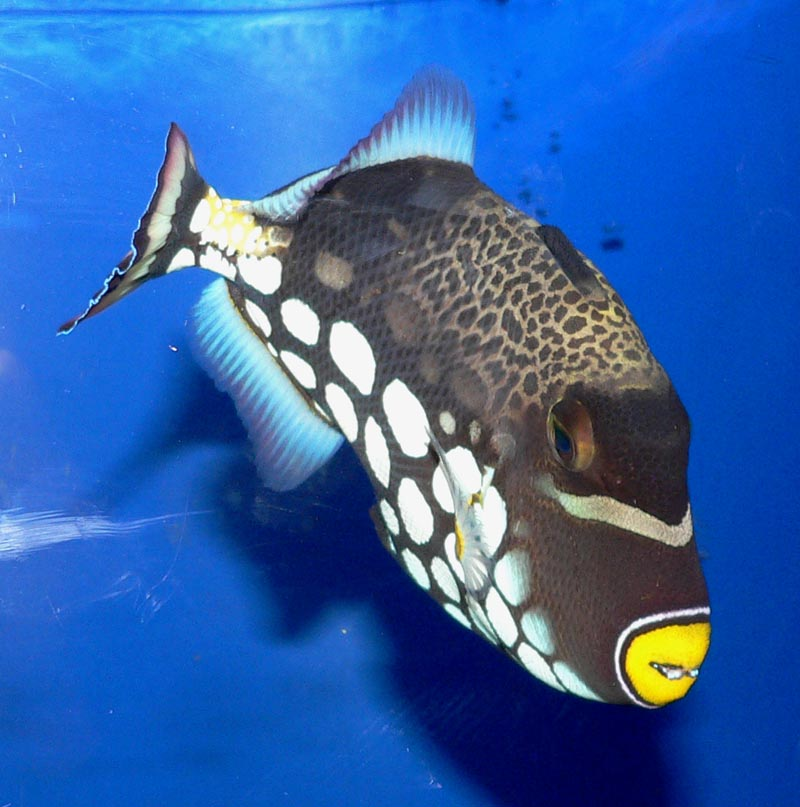
فریباماهی دلقک

در حالی که آنها به‌طور کلی هیولاهایی در نظر گرفته می‌شوند که بی مهرگان را خرد می‌کنند، چند گونه را می‌توان به عنوان ماهی‌های مرجانی عالی نگهداری کرد.. سایر گونه‌های تهاجمی تر مانند فریباماهی موج دار و فریباماهی دلقک گاهی آنقدر تهاجمی هستند که لازم است به عنوان تنها ساکن آکواریوم نگهداری شوند. همه آنها به مخازن بزرگ، با فیلتراسیون خوب نیاز دارند.

## زمردماهیان
زمردماهی‌ها گروه متنوعی از ماهی‌ها با طیف وسیعی از ویژگی‌ها هستند. برخی از گونه‌های زمردماهی نسبت به ماهی‌های کوچک و بی‌مهرگان تهاجمی هستند، برخی دیگر بی‌خطر و برخی کاملاً مقاوم هستند، برخی دیگر معمولاً در عرض چند هفته می‌میرند.